# أشعرية
الأشعرية نسبة إلى إمامها ومؤسسها أبي الحسن الأشعري، الذي ينتهي نسبه إلى الصحابي أبي موسى الأشعري، هي مدرسة إسلامية سنية، يعتبر أتباعها أنفسهم منهجاً بين دعاة العقل المطلق وبين الجامدين عند حدود النص وظاهره، قدموا النص على العقل، إلا أنهم جعلوا العقل مدخلاً في فهم النص. اتبع منهاجها في العقيدة عدد من العلماء أمثال: البيهقي والباقلاني والقشيري والجويني والغزالي والفخر الرازي والنووي والسيوطي والعز بن عبد السلام والتقي السبكي وابن عساكر وغيرهم. الأشعري والماتريدي قد تبنّوا منهجاً مماثلاً وطبّقوه، وشكّلوا مدرسة كلامية سنية.
الأشاعرة وهم الذين وقفوا في وجه المعتزلة، فزيفوا أقوالهم، وأبطلوا شبههم، وأعادوا الحق إلى نصابه على طريق سلف الأمة ومنهجهم. وإلإمام الأشعري لم يؤسس في الإسلام مذهباً جديداً في العقيدة، يخالف مذهب السلف، وإنما هداه الله إلى مذهب أهل السنة بعد أن كان على مذهب الاعتزال، عرف من خلالها حقيقة مذهبهم، وتمرس بفنونهم وأساليبهم في الجدال والنقاش والنظر، مما مكّنه من الرد عليهم وإبطال شبههم. فوجد فيه أهل السنة ضالتهم التي طالما بحثوا عنها فاتبعوه، وساروا على نهجه، لما رأوا فيه من القدرة على إفحام خصومهم والدفاع عنهم وتثبيت مذاهبهم. وعقيدة الإمام الأشعري التي سار عليها هي عقيدة الأئمة أحمد بن حنبل والشافعي ومالك وأبي حنيفة وأصحابه، وهي عقيدة السلف الصالح، كما نص على ذلك أئمة أهل العلم ممن سار على هذه العقيدة.
بهذا مثّل ظهور الأشاعرة نقطة تحول في تاريخ أهل السنة والجماعة التي تدعمت بنيتها العقدية بالأساليب الكلامية كالمنطق والقياس. وإلى جانب نصوص الكتاب والسنّة، فإن الأشاعرة استخدموا الدليل العقلي في عدد من الحالات في توضيح بعض مسائل العقيدة، ويقول أبو الحسن الندوي في الاختلاف الكامل بين الأشاعرة والمعتزلة من جهة، وعدم مطابقتهم تمامًا لبعض أهل الحديث والحنابلة واختلافهم معهم في جزئيات منهجية عدّة من جهة أخرى: «وكان الأشعري مؤمنًا بأن مصدر العقيدة هو الوحي والنبوة المحمدية.. وما ثبت عن الصحابة..وهذا مفترق الطريق بينه وبين المعتزلة، فإنه يتجه في ذلك اتجاهًا معارضًا لاتجاه المعتزلة، ولكنه رغم ذلك يعتقد.. أن الدفاع عن العقيدة السليمة، وغرسها في قلوب الجيل الإسلامي الجديد، يحتاج إلى التحدث بلغة العصر العلمية السائدة واستعمال المصطلحات العلمية ومناقشة المعارضين على أسلوبهم العقلي، ولم يكن يسوغ ذلك فقط، بل يعدّه أفضل الجهاد وأعظم القربات في ذلك العصر».

## تاريخ الأشاعرة

### النشأة
يُرجع المؤرخون الأشاعرة نشأة المدرسة الأشعرية إلى مواجهة المعتزلة على يد أبي الحسن الأشعري الذي يعد أبرز متكلمي أهل الحديث، حيث أن أبا الحسن الأشعري كان معتزليا يأخذ المذهب عن الجبّائي، وما لبث أن عارض شيخه ورجع إلى مذهب أئمة السلف ومنهم أبو حنيفة النعمان والشافعي وغيرهما من أهل الحديث، وسبقه عبد الله بن كلاّب وأبي العباس القلانسي، والحارث بن أسد المحاسبي. في الانتصار بالأساليب الكلامية لعقائد السلف أهل السنة، خصوصا في المسائل المتعلقة بخلق القرآن والقضاء والقدر.
وذكر ابن عساكر أن أبا الحسن الأشعري اعتزل الناسَ مدة خمسة عشر يوما، وتفرغ في بيته للبحث والمطالعة، ثم خرج إلى الناس في المسجد الجامع، وأخبرهم أنه انخلع مما كان يعتقده المعتزلة، كما ينخلع من ثوبه، ثم خلع ثوبا كان عليه ورمى بكتبه الجديدة للناس. فكسب بذلك تأييد العديد من الناس، وكثر أنصاره ومؤيدوه من حكام وعلماء، ولقّبه بعض أهل عصره بإمام السنة والجماعة.

### ما بعد مرحلة التأسيس
كان السبب المباشر لانطلاقة الأشعري نحو تجديد منهج العقيدة عند أهل السنة هو مواجهة المعتزلة، ولعل هذا الهدف قد تحقق سريعاً كنتيجة لالتفاف العلماء حول الأشعري بعد أن ضاقوا بالمعتزلة، إلا أن منهج الأشعري لم يبق جامداً بل تطور، وإن كان على القاعدة نفسها التي وضعها المؤسس مع بعض التباين في تطبيقات هذه القاعدة القائمة على جعل العقل خادماً للنصوص وعدم اتخاذه حاكماً عليها ليؤوّلها أو يمضي ظاهرها كما هو الحال عند المعتزلة، وقابلية المنهج للتطور كان محصوراً في الجانب العقلي ومنسجماً مع المرونة التي اتبعها المؤسس لجهة استعمال العقل كخادم لا كحاكم، وفيما يلي بعض لمحات تطور المنهج وصور التباين في تطبيق منهج الأشعري:
- بعد الأشعري جاء أئمة قوّوا تلك الآراء التي انتهى إليها الأشعري، وقد تعصب بعضهم لرأي الأشعري، لا في النتائج فقط وإنما كذلك في المقدمات التي ساقها، وأوجبوا اتباعه في المقدمة والنتيجة معاً، وعلى رأس هذا الفريق أبو بكر الباقلاني حيث أنه لم يقتصر على ما وصل إليه الأشعري من نتائج بل إنه لا يجوّز بغير مقدماته أيضاً.
- رأى فريق آخر من الأشاعرة جاء بعد الباقلاني وعلى رأسه الغزالي أن المقدمات العقلية لم يجيء بها كتاب أو سنّة وميادين العقل متسعة وأبوابه مفتوحة وأن هناك إمكانية أن يتم الوصول إلى دلائل وبيّنات من قضايا العقول ونتائج التجارب والقرائح لم يتجه إليها الأشعري وليس من ضير في الأخذ بها ما دامت لم تخالف ما وصل إليه من نتائج وما اهتدى إليه من ثمرات فكرية. ولم يسلك الغزالي مسلك الباقلاني، ولم يدع لمثل ما دعا إليه، بل قرر أنه لا يلزم من مخالفة الباقلاني في الاستدلال بطلان النتيجة، وأن الدين خاطب العقول جميعا، وعلى الناس أن يؤمنوا بما جاء بالكتاب والسنة، وأن يقووه بما يشاءون من أدلة.
- جاء بعد الغزالي أئمة كثيرون اعتنقوا مذهب الأشعري في نتائجه، وزادوا على دلائله، فلم يدعوا إلى التقيد بالمقدمات بل قيدوا أنفسهم فقط بالنتائج.[10]

### الانتشار

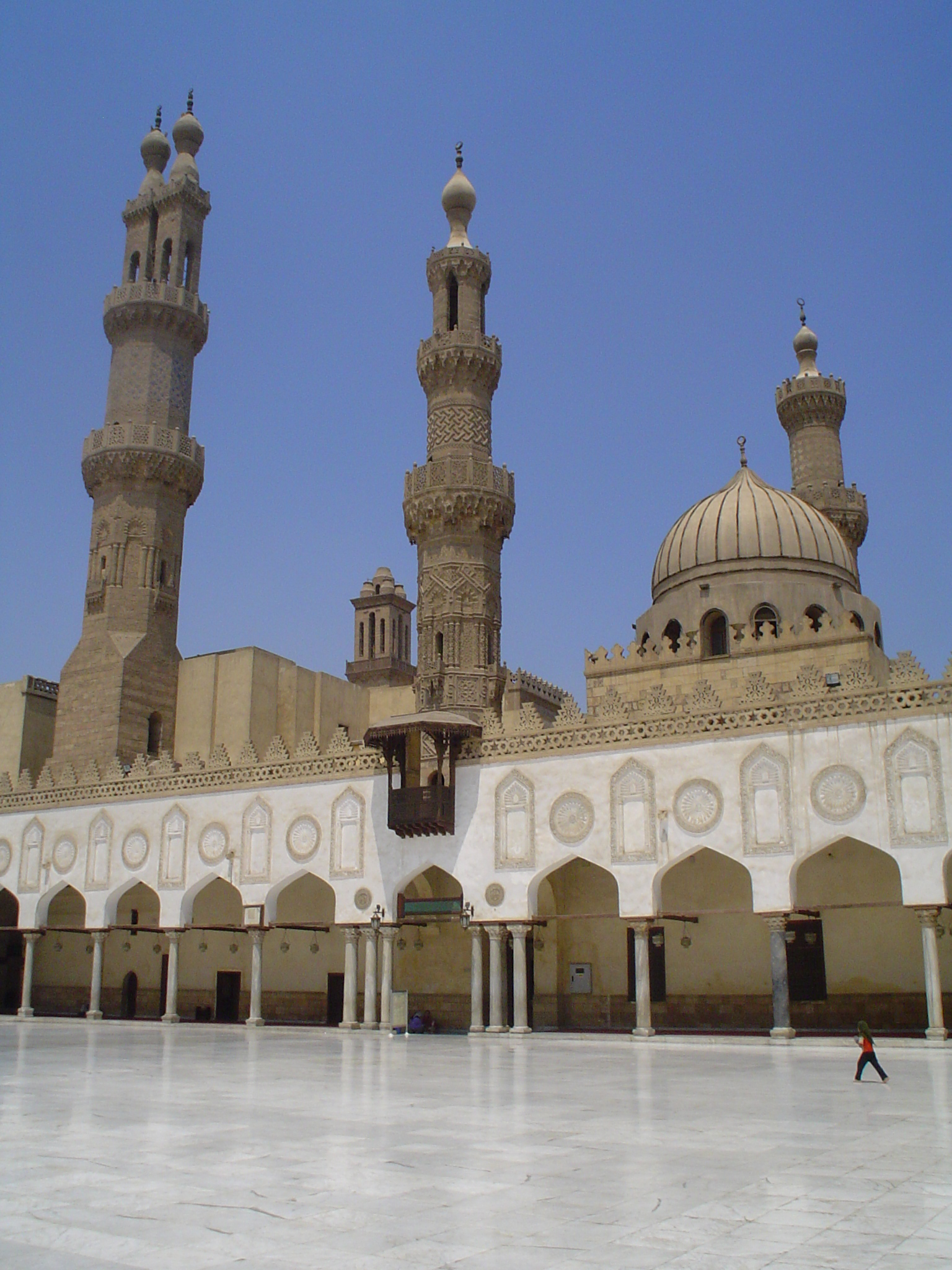
استمر الأزهر في نشر منهج الأشاعرة بعد أن ترك المذهب الشيعي على يد صلاح الدين الأيوبي

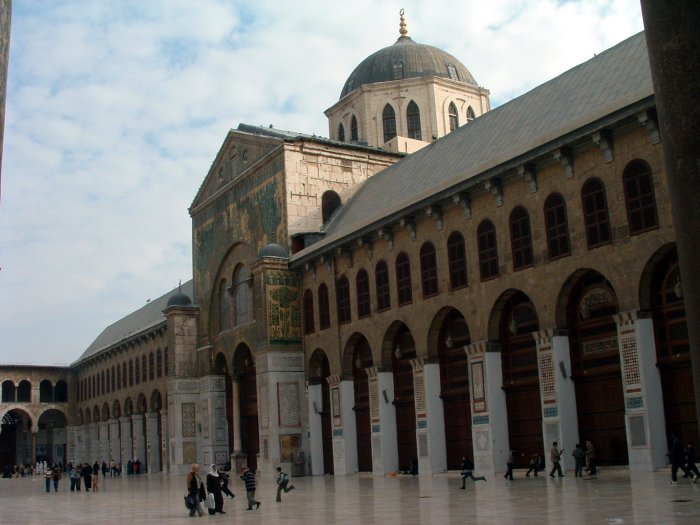
احتضن المسجد الأموي العديد من علماء الأشاعرة في المشرق

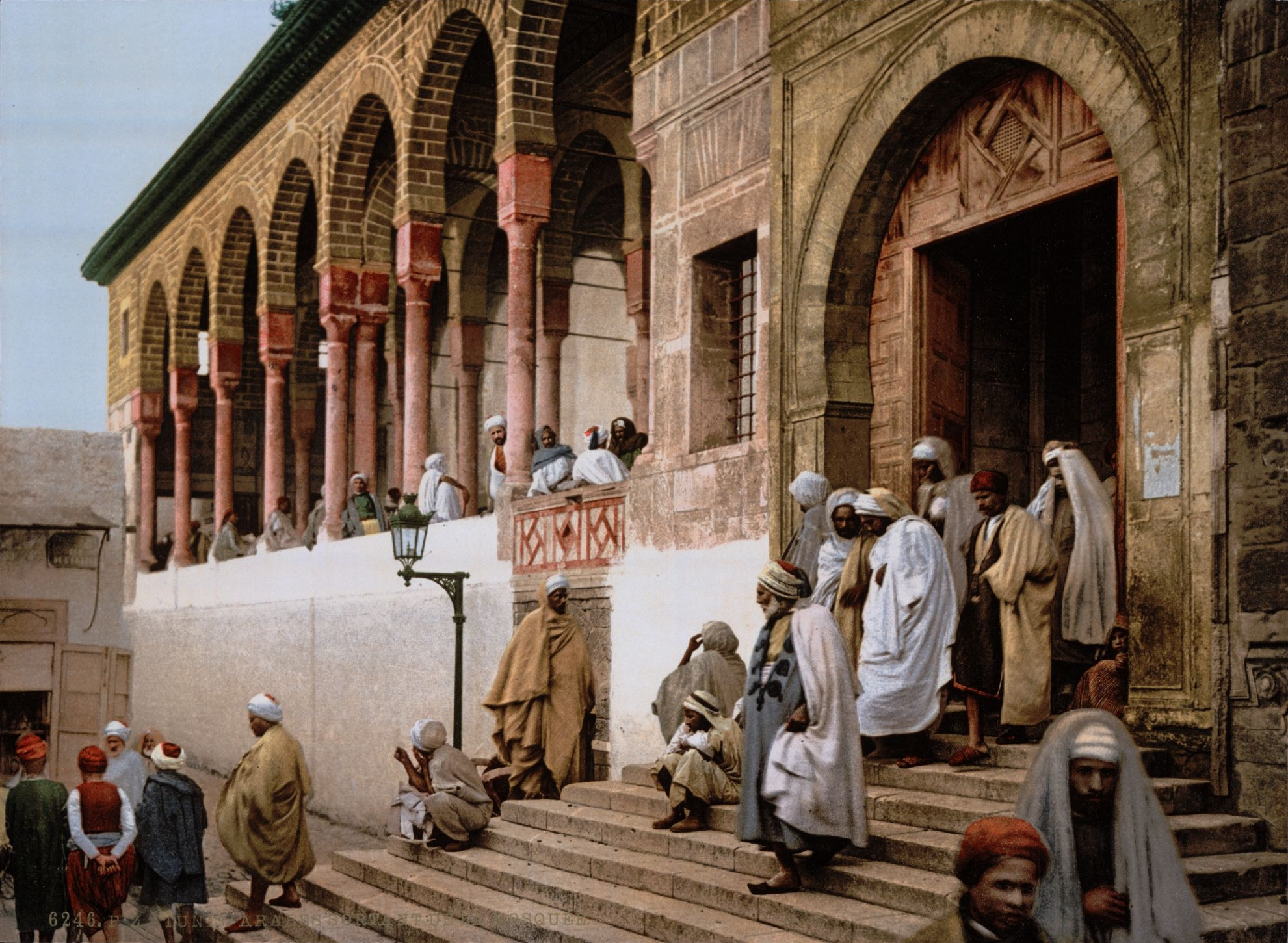
جامع الزيتونة في تونس، أحد أهم المراكز التي ساهمت في نشر الفكر الأشعري في المنطقة المغاربية

في المشرق، وبعد أن واجه أبو الحسن الأشعري المعتزلة، أحاط به علماء السنّة واعتبروه إمامهم، لأنه وضع حداً لهيمنة المعتزلة، وأظهر عقائد أهل السنة على مخالفيهم بحجج وأسلوب كانا كفيلين بأن يعيد لأهل السنّة حضورهم بعد أن نازعهم المعتزلة، وفي عهد دولة السلاجقة وبالتحديد في عهد الوزير نظام الملك الذي اهتم ببناء المدارس وربط المساجد ببعضها والذي كان يرفع من شأن العلماء، زاد انتشار مذهب الأشعري، وقد تم تدريس المنهج الأشعري في مدرسة بغداد النظامية، ومدرسة نيسابور النظامية، وكانت المدرسة النظامية في بغداد أكبر جامعة إسلامية في العالم الإسلامي وقتها.
فلم تأت الحروب الصليبية إلا وكان المذهب الأشعري قد ساد المشرق بشكل غير مسبوق، فلما قضى السلطان صلاح الدين على دولة الفاطميين في مصر قام بتحويل الأزهر الذي كان على مذهب الإسماعيلية المفروض من الفاطميين إلى مذهب أهل السنة والجماعة على منهج الأشاعرة في العقيدة والذي كان سائداً ومنتشراً في ذلك الوقت.

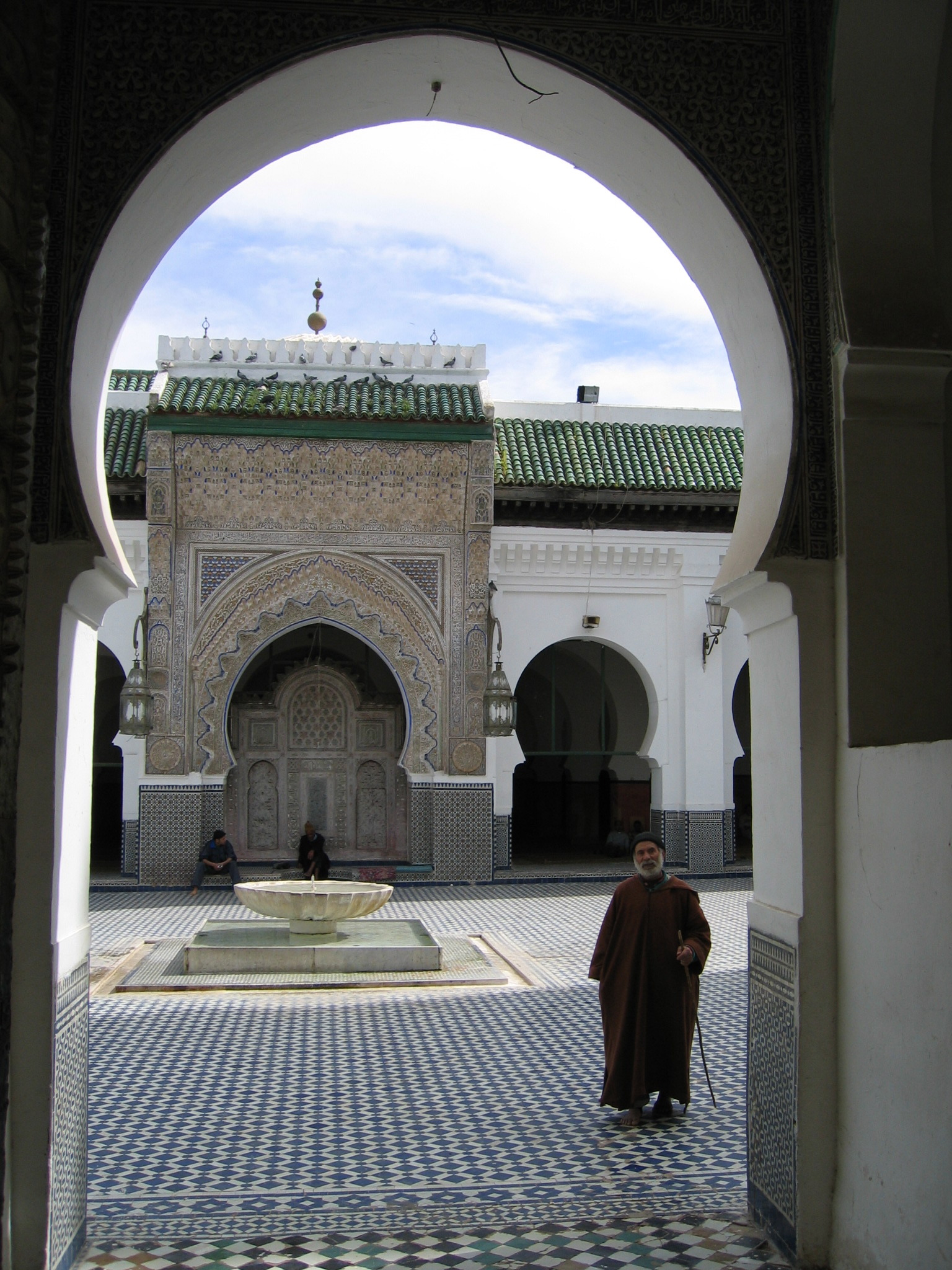
أهم علماء الأشاعرة في المغرب تلقوا تعليمهم أو كانوا أساتذة في القرويين

أما في بلاد المغرب العربي فإن يوسف بن تاشفين مؤسس دولة المرابطين كان وطيد الصلة مع علماء الأشاعرة فكان ابن رشد الجد (الملقب بشيخ المالكية) -وهو من الأشاعرة- قاضي القضاة زمن المرابطين، وأبو عمران الفاسي الذي يعد العقل المدبر لتأسيس دولة المرابطين. ودانت للسنة على مذهب الأشعرية في الأصول أهل البسيطة من المسلمين إلى أقصى بلاد أفريقية، وقد بعث ابن الباقلاني في جملة من بعث من أصحابه إلى البلاد: أبا عبد الله الحسين بن عبد الله بن حاتم الأزدي إلى الشام ثم إلى القيروان وبلاد المغرب، فدان له أهل العلم من أئمة المغاربة وانتشر المذهب إلى صقلية والأندلس، ولابن أبي زيد وأبي عمران الفاسي وأبي الحسن القابسي وأبي الوليد بن الباجي وتلامذتهم أياد بيضاء في نشر مذهب الإمام أبي الحسن في تلك البلاد. كما أن أبا بكر ابن العربي وهو من أهم علماء المالكية وممن كان يعتمد عليهم ابن تاشفين كان من تلاميذ الغزالي، الذي كان أهم علماء المشرق في ذاك العصر ومن المعلوم أن الغزالي من كبار علماء الأشاعرة، ويوسف بن تاشفين مؤسس دولة المرابطين، عندما عزم على الدخول إلى الأندلس قام باستشارة أبو حامد الغزالي أحد أهم أئمة الأشاعرة.
بينما يرى بعض السلفيين أن المغرب الإسلامي ظل على معتقد أهل الحديث وفق رؤية جماعة السلفية حتى زمن دولة المرابطين الذين أظهروا هذا المعتقد وحاربوا الفرق والعقائد الكلامية، وأمروا بكتب الغزالي فأحرقت. ثم خرج عليهم محمد بن تومرت داعياً إلى المعتقد الأشعري، فكان هو من قام بإدخال المنهج الأشعري إلى المغرب العربي، وكفر المرابطين بدعوى أنهم مجسمة ومشبهة، وسمى أتباعه بالموحدين تعريضاً بهم، واستباح بذلك دماءهم وأموالهم وأعراضهم حتى قضى أتباعه من بعده على دولةالمرابطين، وأسسوا الدولة الموحدية على أنقاضها متبنين منهج الأشاعرة. وظل المعتقد الأشعري هو السائد عندهم حتى يومنا هذا. بينما يرى المؤرخون الأشاعرة أن الصراع بين المرابطين والموحدين كان سياسيًا قبليًا، ولم يكن مذهبيًا، فبالإضافة إلى أنهم يرون أن مؤسسي دولة المرابطين هم أشاعرة، فإنهم يرون أن ابن تومرت لم يسع إلى إقامة دولته من أجل العقيدة الأشعرية، وأنه لا يمكن الإشارة إليه كممثل للأشاعرة، بل إن تومرت كان هدفه سياسي بامتياز وكان يرمي إلى الاستيلاء على ملك المغرب. وهذا لا ينفي أن تدريس المنهج الأشعري قد ازدهر بعد سقوط دولة المرابطين، فنظراً إلى أن المغرب الإسلامي لم يشهد فرقاً فكرية متنوعة كالتي شهدها المشرق فإن هذا جعل أهل المغرب يعتنون بفروع الدين وبالأخص الفقه دون الأصول كالعقيدة وذلك لعدم وجود تنازع كالذي حصل في المشرق بين الأشاعرة وبقية أهل الحديث من جهة والمعتزلة من جهة أخرى.
بعد أن استقر المغرب وانطفأت فيه الفتن، بدأت حواضر علمية عدة في تبنّي منهجية تعليمية تنافس نظيراتها في المشرق خاصة في تدريس عقيدة أهل السنة والجماعة وفق منهج الأشاعرة، وأبرز هذه الحواضر هي: الجامع الأزهر في مصر، وجامع القرويين في المغرب، وجامع الزيتونة في تونس، والمسجد الأموي في دمشق، وندوة العلماء ودار العلوم ديوبند في الهند، وغيرها من منارات العلوم المبثوثة في مختلف أنحاء العالم الإسلامي، كلها كانت تتبنى إما مذهب الأشاعرة أو الماتريدية، ومن قبلها المدارس الإسلامية التي قامت في حواضر الإسلام قديماً، مثل المدارس النظامية نسبة للوزير نظام الملك، وهي كثيرة، حتى قيل بأنه لا تخلو مدينة من مدن العراق وخراسان من أحدها، وهي من أهم الأسباب في انتشار المذهب السني، ومن أشهرها المدرسة النظامية ببغداد التي كانت أكبر جامعة في الدنيا يومئذ (كما وصفها الأستاذ الشيخ علي الطنطاوي) ولي مشيختها الإمام أبو إسحاق الشيرازي، والإمام الغزالي، ونظامية نيسابور التي ولي مشيختها الإمام الجويني وبعده الإمام الغزالي أيضاً، ومن تلك الصروح العلمية التي كان لها أكبر الأثر في التاريخ الإسلامي مدرسة دار الحديث الأشرفية التي كان شرط واقفها أن لا يلي مشيختها إلا أشعري (ذكر ذلك الإمام تاج الدين السبكي في كتابه طبقات الشافعية الكبرى)، وكان أول من استلم مشيختها الحافظ أبو عمرو بن الصلاح، ثم تعاقب الأئمة بعده، فمنهم الإمام الحافظ يحيى بن شرف النووي والحافظ جمال الدين المزي والحافظ تقي الدين السبكي والحافظ ابن كثير وغيرهم، والذين تخرجوا فيها من العلماء لا يُحصَوْن، وهكذا استمرّت هذه المدرسة بإخراج العلماء والأئمة والحفاظ والفقهاء والمقرئين قروناً طويلة.

## الأفكار والعقائد
الأشعرية مدرسة سنية، تكاد تكون مطابقة لعقائد المدارس الأخرى المنتسبة للسنة كالماتردية إلا في مسائل قليلة بسبب اختلاف منهج التلقي والاستدلال. واتبع علماء أشاعرة منهجًا كلاميًا في حالات عدة.
استدل الأشعري على العقائد بالنقل والعقل، فيثبت ما ورد في الكتاب والسنة من أوصاف الله والاعتقاد برسله واليوم الآخر والملائكة والحساب والعقاب والثواب، يستدل بالأدلة العقلية والبراهين المنطقية على صدق ما جاء في الكتاب والسنة بعد أن أوجب التصديق بها كما هي نقلاً، فهو لا يتخذ من العقل حَكَما على النصوص ليؤولها أو يمضي ظاهرها، بل يتخذ العقل خادما لظواهر النصوص يؤيدها. وقد استعان في سبيل ذلك بقضايا فلسفية ومسائل عقلية خاض فيها الفلاسفة وسلكها المناطقة، والسبب في سلوكه ذلك المسلك العقلي:
- أنه كان منتسبا إلى المعتزلة، فاختار طريقتهم في الاستدلال لعقائد القرآن وهو مسلك المناطقة والفلاسفة، ولم يسلك طريقتهم في فهم نصوص القرآن والحديث.
- أنه تصدّى للردّ على المعتزلة ومعارضتهم فتبع طريقتهم في الاستدلال ليقطع حجتهم ويفحمهم بما في أيديهم ويرد حجتهم عليهم.
- أنه تصدّى للردّ على الفلاسفة، والقرامطة، والباطنية وغيرهم، وكثير هؤلاء لا يقنع إلاّ بالأقيسة المنطقية، ومنهم فلاسفة لا يقطعهم إلا دليل العقل.

قال الإمام تاج الدين السبكي في طبقات الشافعية الكبرى: «... الشيخ أبو الحسن الأشعري البصري، شيخ طريقة أهل السنة والجماعة، وإمام المتكلمين، وناصر سنة سيد المرسلين، والذَّاب عن الدين، والساعي في حفظ عقائد المسلمين؛ سعيا يبقى أثره إلى يوم يقوم الناس لرب العالمين. إمام حبر، وتقي بر، حمَى جناب الشرع من الحديث المفترَى، وقام في نصرة ملة الإسلام فنصرها نصرا مؤزَّرا،
وما برح يدلج ويسير، وينهض بساعد التشمير حتى نقَّى الصدور من الشبه، كما ينقى الثوب الأبيض من الدنس، ووقَى بأنوار اليقين من الوقوع في ورطات ما التبس، وقال فلم يترك مقالاً لقائل، وأزاح الأباطيل والحقُّ يدفع ترهات الباطل.
... وأخذ في نُصرة الأحاديث في الرُّؤية والشَّفاعة والنَّظر وغير ذلك، وكان يفتح عليه من المباحث والبراهين بما لم يسمعه من شيخ قط، ولا اعترضه به خصم، ولا رآه في كتاب. قال الحسين بن محمد العسكرى: (كان الأشعري تلميذاً للجبائي، وكان صاحب نظر وذا إقدام على الخصوم، وكان الجبائي صاحب تصنيف وقلم، إلا أنه لم يكن قوياً في المناظرة، فكان إذا عرضت مناظرة قال للأشعري: نب عني).
... واعلم أنا لو أردنا استيعاب مناقب الشيخ لضاقت بنا الأوراق وكلت الأقلام، ومن أراد معرفة قدره، وأن يمتلئ قلبه من حبه، فعليه بكتاب«تبيين كذب المفتري فيما نسب إلى الإمام أبي الحسن الأشعري» الذي صنفه «الحافظ ابن عساكر»، وهو من أجل الكتب وأعظمها فائدة وأحسنها.
... وقد زعم بعض الناس أن الشيخ كان مالكي المذهب، وليس ذلك بصحيح، إنما كان شافعيا، تفقَّه على أبي إسحاق المروزي، نصَّ على ذلك الأستاذ أبو بكر بن فورك في طبقات المتكلمين والأستاذ أبو إسحاق الإسفراييني فيما نقله عنه الشيخ أبو محمد الجويني في شرح الرسالة.
... اعلم أن أبا الحسن لم يبدع رأياً ولم ينشئ مذهباً، وإنما هو مقرِّرٌ لمذاهب السَّلف، مناضل عما كانت عليه صحابة رسول الله -صلى الله عليه وسلم-، فالانتساب إليه إنما هو باعتبار أنه عقد على طريق السلف نطاقاً وتمسَّكَ به، وأقام الحجج والبراهين عليه، فصار المقتدِي به في ذلك السالك سبيله في الدلائل يسمَّى أشعرياً، ولقد قلت مرة للشيخ الإمام رحمه الله: أنا أعجب من الحافظ ابن عساكر في عَدِّهِ طوائفَ من أتباع الشيخ ولم يذكر إلا نزراً يسيراً وعدداً قليلاً، ولو وفَّى الاستيعاب حقَّه لاستوعَب غالبَ علماء المذاهب الأربعة، فإنهم برأي أبي الحسن يدينون الله تعالى، فقال إنما ذكَر من اشتهر بالمناضلة عن أبي الحسن، وإلاَّ فالأمر على ما ذكرت من أن غالب علماء المذاهب معه.
وقد ذكر سلطان العلماء عز الدين بن عبد السلام أن عقيدته اجتمع عليها الشافعية والمالكية والحنفية وفضلاء الحنابلة، ووافقه على ذلك من أهل عصره شيخ المالكية في زمانه: أبو عمرو بن الحاجب، وشيخ الحنفية: جمال الدين الحضيري.
... وقد ذكر غير واحد من الأثبات أن الشيخ كان يأخذ مذهب الشافعي عن أبي إسحاق المروزي، وأبو إسحاق المروزي يأخذ عنه علم الكلام، ولذلك كان يجلس في حلقته.
ثم قال في موضع آخر: ...قال الإمام المايُرْقي المالكي: (ولم يكن أبو الحسن أوَّلَ متكلم بلسان أهل السنة، إنما جرى على سنن غيره، وعلى نصرة مذهب معروف، فزاد المذهب حجَّة وبياناً، ولم يبتدِع مقالة اخترعها، ولا مذهبا انفرَد به، ألا ترَى أن مذهب أهل المدينة نُسِب إلى مالك، ومن كان على مذهب أهل المدينة يقال له مالكي، ومالك إنما جرى على سنن من كان قبله وكان كثير الإتباع لهم، إلا أنه لمَّا زاد المذهب بياناً وبسطاً عُزِي إليه، كذلك أبو الحسن الأشعري لا فرق، ليس له في مذهب السلف أكثر من بسطه وشرحه وتواليفه في نصرته).
... ثم ذكر المايُرْقي رسالة الشيخ أبي الحسن القابسي المالكي التي يقول فيها: (واعلموا أن أبا الحسن الأشعري لم يأت من علم الكلام إلاَّ ما أراد به إيضاح السنن والتثبت عليها) إلى أن يقول القابسي: (وما أبو الحسن إلا واحد من جملة القائمين في نصرة الحق ما سمعنا من أهل الإنصاف من يؤخره عن رتبة ذلك ولا من يؤثر عليه في عصره غيره ومن بعده من أهل الحق سلكوا سبيله)...
وقال العلامة ابن السبكي أيضًا في «معيد النعم ومبيد النقم» [ص75، ط. الخانجي]: «وهؤلاء الحنفية والشافعية والمالكية وفضلاء الحنابلة -ولله الحمد- في العقائد يد واحدة كلهم على رأي أهل السنة والجماعة، يدينون لله تعالى بطريق شيخ السنة أبي الحسن الأشعري رحمه الله تعالى، لا يحيد عنها إلا رعاع من الحنفية والشافعية؛ لحقوا بأهل الاعتزال، ورعاع من الحنابلة؛ لحقوا بأهل التجسيم، وبرأ الله المالكية؛ فلم نر مالكيًّا إلا أشعريًّا عقيدة، وبالجملة عقيدة الأشعري هي ما تضمنته عقيدة أبي جعفر الطحاوي التي تلقاها علماء المذاهب بالقبول ورضوها عقيدة».
وقال الإمام أبو إسحاق الشيرازي: «وأبو الحسن الأشعري إمام أهل السنة، وعامة أصحاب الشافعي على مذهبه، ومذهبه مذهب أهل الحق».
وقد ذكر شيخ الإسلام عز الدين بن عبد السلام أن عقيدة الأشعري اجتمع عليها الشافعية والمالكية والحنفية وفضلاء الحنابلة، ووافقه على ذلك من أهل عصره شيخ المالكية في زمانه: أبو عمرو بن الحاجب، وشيخ الحنفية جمال الدين الحصيري.
وقد كان العز بن عبد السلام على مذهب الإمام أبي الحسن الأشعري في الاعتقاد، وقد أبان ذلك في عقيدته المسماة «ملحة الاعتقاد» التي أرسلها إلى الملك الأشرف حينما وقع الخلاف بينهما في مسألة كلام الله تعالى.
وقد ذكرها ابن السبكي في طبقاته في ترجمة العز نقلا عن ولده الشيخ عبد اللطيف.
وهي كالآتي: قال في أولها: "الحمد لله ذي العزة والجلال، والقدرة والكمال، والإنعام والإفضال الواحد الأحد الفرد الصمد، الذي لم يلد ولم يولد، ولم يكن له كفوا أحد، ليس بجسم مصور، ولا جوهر محدود مُقَدَّر، ولا يُشبه شيئا، ولا يُشْبهه شيء، ولا تحيط به الجهات ولا تكتنفه الأرضون ولا السموات، كان قبل أن كوَّن المكان، ودبَّر الزمان، وهو الآن على ما عليه كان، خلق الخلق وأعمالهم، وقدر أرزاقهم وآجالهم، فكل نعمة منه فهي فضل، وكل نقمة منه فهي عدل ﴿لَا يُسْأَلُ عَمَّا يَفْعَلُ وَهُمْ يُسْأَلُونَ ۝٢٣﴾ [الأنبياء:23]، استوى على العرش المجيد على الوجه الذي قال، وبالمعنى الذي أراده، استواء منزها عن المماسّة والاستقرار والتمكن والحلول والانتقال، فتعالى الله الكبير المتعال عما يقوله أهل الغي والضلال، لا يحمله العرش، بل العرش وحملته محملون بلطف قدرته، مقهورون في قبضته، أحاط بكل شيء علما، وأحصى كل شيء عددا، مطلع على هواجس الضمائر وحركات الخواطر، حي مريد سميع بصير قدير، متكلم بكلام قديم أزلي ليس بحرف ولا صوت".
ويرد على من ذهب إلى أن الله متكلم بصوت وحرف بقوله: "ولا يتصور في كلامه أن ينقلب مدادا في الألواح والأوراق، شكلا ترمقه العيون والأحداق، كما زعم أهل الحشو والنفاق، بل الكتابة من أفعال العباد، ولا يتصور في أفعالهم أن تكون قديمة، ويجب احترامها لدلالتها على كلامه، كما يجب احترام أسمائه لدلالتها على ذاته، وحق لما دل عليه وانتسب إليه أن يعتقد عظمته وترعى حرمته، ولذلك يجب احترام الكعبة والأنبياء والعباد والصلحاء؛
ولمثل ذلك يقبل الحجر الأسود، ويحرم على المحدث أن يمس المصحف، أسطره وحواشيه التي لا كتابة فيها، وجلده التي هو فيها، فويل لمن زعم أن كلام الله القديم شيء من ألفاظ العباد، أو رسم من أشكال المداد".
ثم قال بعد ذلك: «واعتقاد الأشعري – رحمه الله – مشتمل على ما دلت عليه أسماء الله التسعة والتسعون، التي سمى بها نفسه في كتابه وسنة رسول الله صلى الله عليه وسلم، وأسماؤه مندرجة في أربع كلمات، هن الباقيات الصالحات»...إلخ.
ثم بعد أن فصل الكلام عن الباقيات الصالحات قال: «فهذا إجمال من اعتقاد الأشعري –رحمه الله– واعتقاد السلف، وأهل الطريقة والحقيقة نسبته إلى التفصيل الواضح كنسبة القطرة إلى البحر الطافح».

### مصدر التلقي
الاستدلال عند الأشاعرة يكون بالأدلة النقلية (نصوص الكتاب والسنة) وبالأدلة العقلية على وجه التعاضد فالأدلة النقلية والعقلية عندهم يؤيد كل منهما الآخر، فهم يرون أن النقل الثابت الصريح والعقل الصحيح لا يتعارضان. والأشاعرة عندما يوجّهون خطابهم إلى مخالفيهم الذين لا يقيمون وزنا للكتاب والسنة، فإنهم يقدمون الأدلة العقلية على النقلية وذلك يكون فقط في مجال الاستدلال في العقائد في باب العقليات، لأنهم يرون أن المراد هو الرد على المخالفين، كالدهريين والثنوية وأهل التثليث والمجسمة والمشركين ونحوهم، فهؤلاء المخالفين لا يرون حجية للقرآن والسنة، إلا بعد إقامة الأدلة العقلية على الإيمان بالله وأن القرآن كلام الله وأن محمد بن عبد الله هو رسول الله. فمصدر التلقي عند الأشاعرة ليس هو العقل فقط، بل هو الخبر الصادق والعقل. قال الغزالي في الرسالة اللدنية: «وأهل النظر في هذا العلم يتمسكون أولاً بآيات الله تعالى من القرآن، ثم بأخبار الرسول صلى الله تعالى عليه وآله وسلم، ثم بالدلائل العقلية والبراهين القياسية».

### علم الكلام

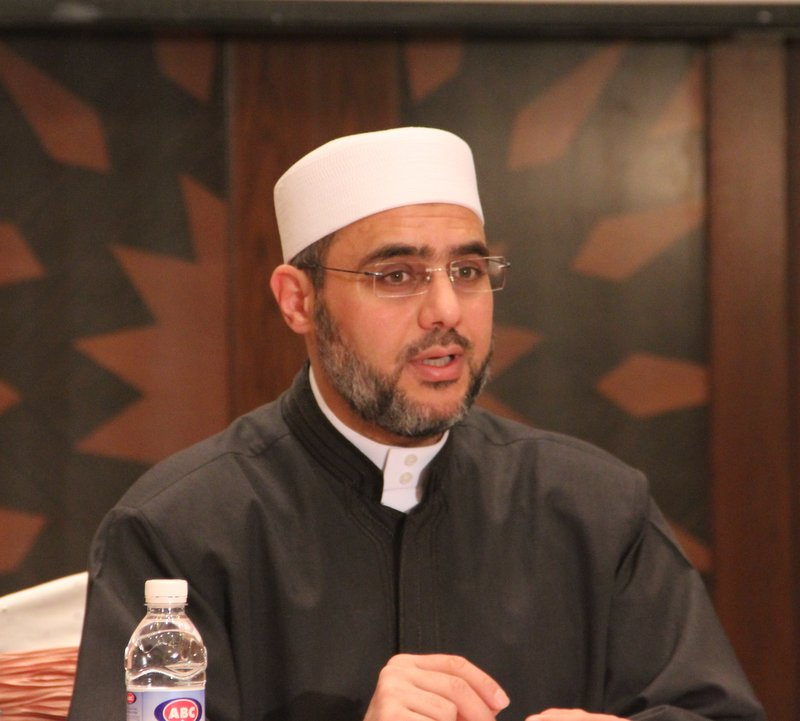
سعيد فودة من أبرز المتكلمين المعاصرين المنافحين عن الأشعرية والفكر الأشعري.

لا يرى الأشاعرة ضرورة أن يتعلّم المسلمون علم الكلام، خاصةً إن لم تكن هناك فرق مخالفة يحتاج الرد عليها استخدام علم الكلام، وهذا ما كان عليه سلف الأمة من صحابة وتابعين، حيث لم تظهر في عصرهم فرق وآراء مخالفة لأهل السنة والجماعة مثل المعتزلة، فكان السلف يحذرون من استخدام علم الكلام لغياب الضرورة الداعية إلى ذلك، وهذا بحسب فهم الأشاعرة، ولكن بعد أن بدأت تظهر فرق تروّج لآراء تشكك في العقيدة الإسلامية بشكل عام وفي وجود الله وفي عقيدة أهل السنة والجماعة بشكل خاص، رأى عدد من العلماء ضرورة استخدام علم الكلام لتفنيد هذه الآراء المشككة، وعدم السكوت عنها مخافة أن يسبب عدم الرد على المخالفين فتنة للمسلمين فينجر بعض العوام وراء آراء المشككين، ومن هنا ذهب العديد من الأشاعرة إلى القول بأن تعلّم علم الكلام مطلوب فقط «ممن يغلب عليه الشك ليذهب شكه بما يقرؤه من حجج، أو من يريد أن يدافع عن الإسلام بالحجج الباهرة أو يدل إنسانًا ضلّ سبيله في هذه الحياة، مغترًا ببعض الأقوال التي هي ضد الأديان، فلا بد من إنسان يتفرغ للرد على المشككين الذين يشككون الناس في عقائدهم بالرد عليهم بالأدلة المبطلة لأقوالهم، ويستعمل هذا العلم على قدر الحاجة. وأما المطلوب من عامة الناس فهو القيام على العقائد الحقة الصحيحة ومعرفتها على سبيل الإجمال، أما التوسع في معرفة أدلة الاعتقاد فليس مطلوبًا من كل الناس» ، وذهب أبو إسحاق الإسفراييني إلى إيقاف صحة إيمان كل أحد على معرفة الأدلة من علم الكلام، وهذا الرأي لاقى معارضة شديدة من أكثر أئمة الأشاعرة وفي مقدمتهم أبو حامد الغزالي، حيث اعتبر الغزالي أن موقف الإسفراييني يقود إلى تكفير عوام المسلمين الذين لم يعرفوا العقائد بالأدلة الكلامية، وبذا اتجه القول السائد عند الأشاعرة إلى عدم تكليف العوام باعتقاد الأصول بدلائلها، لأن في ذلك مشقة كبيرة، واختار بعض الأشاعرة عدم الخوض في علم الكلام والتعامل مع النصوص المتشابهة بالتفويض مع التنزيه، ومن هنا تكوّن عند الأشاعرة قولان مشهوران في إثبات الصفات، وهما التفويض مع التنزيه أو التأويل، وهي عندهم مسألة اجتهادية، فهناك من الأشاعرة من كان يختار التأويل ثم رجّح التفويض مع التنزيه ومن أهمهم أبو المعالي الجويني، وقد علّق تاج الدين السبكي على اختيار الجويني للتفويض وترجيحه على التأويل في الرسالة النظامية، بأن قال: «ولا إنكار في هذا، ولا في مقابله، فإنها مسألة اجتهادية، أعني التأويل أو التفويض مع التنزيه، إنما المصيبة الكبرى والداهية الدهياء الإمرار على الظاهر، والاعتقاد أنه المراد، وأنه لا يستحيل على الباري، فذلك قول المجسمة عبّاد الوثن، الذين في قلوبهم زيغ يحملهم على اتباع المتشابه ابتغاء الفتنة..»، ويرى الأشاعرة أن التفويض هو تأويل أيضًا، لكنه تأويل إجمالي، لأن التفويض يصرف النص الموهم عن ظاهره المحال لله، لذا فإن الأشاعرة يرون أن القائلين بالتفويض والقائلين بالتأويل قد اجتمعوا على سبيل واحد، وهو التنزيه عن التشبيه، ويرى ابن رشد أن الاستدلال بعلم الكلام هو مستحب فقط، وانتهى شيخ جامع الزيتونة ابن عرفة إلى أن القول السائد عند الأشاعرة هو أن الاستدلال بعلم الكلام فرض كفاية، بحيث أن يكون في كل بلد يصعب الوصول منه إلى غيره من له معرفة بعلم الكلام في حق بعض المتأهلين من ذوي الأذهان السليمة.

### التفويض (التأويل الإجمالي)
على الرغم من وجود حالات عديدة تذكر أن السلف من صحابة وتابعين ومن تبعهم قد قاموا بتأويل عدد من النصوص المتشابهة تأويلاً تفصيليًا، إلا أن الأشاعرة يرون أن السمة الغالبة في طريقة التعامل مع النصوص المتشابهة في فترة السلف كانت بطريق التفويض مع التنزيه، وهو ما يعده الأشاعرة تأويلا إجماليًا، حيث أنه وبحسب ما يعتقد الأشاعرة، فإن السلف أثناء التفويض يصرفون معنى النص الموهم للتشبيه عن ظاهره، وهذا يتفق مع التأويل التفصيلي الذي كان السمة الغالبة عند علماء الخلف دون أن ينفي ذلك وجود من اتبع من علماء الخلف طريقة التفويض مع التنزيه، ويبرز الاختلاف بين التأويلين في أن التفويض (التأويل الإجمالي) لا يحدد معنىً معينًا، بل يكتفي بعدم الإقرار بظاهر النص المتشابه الذي يستحيل على الله، ويفوضون المعنى المراد من النص إلى الله، أما التأويل التفصيلي فيزيد على التفويض بأنه حدد معنىً للنص المتشابه بعد أن نفى ظاهره المستحيل على الله، وهذا المعنى المأوّل إليه يكون جائزًا في حق الله وينفي عنه التشبيه الذي توهمه البعض من ظاهر النص، ويكون هذا التأويل التفصيلي متماشيًا مع لسان العرب وما تحمله اللغة العربية من معان، وقد ذكر العز بن عبد السلام هذا القول في شرح المشكاة، حيث أوضح «أن السلف والخلف متفقان على التأويل، وأن الخلاف بينهما لفظي لإجماعهم على صرف اللفظ عن ظاهره ولكن تأويل السلف إجمالي لتفويضهم إلى الله في المعنى المراد من اللفظ الذي هو غير ظاهره المنزه عنه تعالى، وتأويل الخلف تفصيلي لاضطرارهم إليه لكثرة المبتدعين.. ولو كنا على ما كان عليه السلف الصالح من صفاء العقائد وعدم المبطلين في زمانهم لم نخض في تأويل شيء من ذلك، وقد جاء التأويل التفصيلي عن السلف في بعض المواضع، وجاء عن كثير من محققي المتأخرين عدم تعيين التأويل في شيء معين.. وهذا مما يبين تقاربهما وعدم اختلافهما حقيقة». وهناك عبارة مشهورة عند الأشاعرة وهي: «طريقة السلف أسلم وطريقة الخلف أعلم وأحكم»، وذلك للدلالة على غرض كلا الطريقتين، فطريقة السلف - وهي كانت في الغالب التفويض - أسلم، لأنها لا تقوم بتحديد أي معنىً للنص المتشابه، وفوّضت المعنى إلى الله، وبذلك اختار السلف السلامة من الخطأ، أما طريقة الخلف أعلم وأحكم، لأنها تحتوي على حجج وبراهين علمية ترد بطريقة محكمة على المخالفين لعقيدة أهل السنة والجماعة، وقد حددت الطريقة التي غلبت في زمن الخلف وهي التأويل التفصيلي، معنىً محددًا للنص المتشابه، وذلك من باب قطع الطريق على المخالفين، إلا أن العلماء الذين قاموا باستخدام آلية التأويل التفصيلي لا يقدمون تأويلهم على أنه المعنى المراد من النص بشكل جازم، ومن هنا يأتي معنى آخر لمعنى السلامة في طريقة السلف، وكافة الأشاعرة سلفًا وخلفًا يرجحون طريقة التفويض ويرونها أصوب، حتى الذين يستخدمون آلية التأويل التفصيلي، ويرون أنه لولا لزوم إبراز الحجة في وجه المخالف لكان الأسلم تفويض المعنى المراد إلى الله، إلا أنه وسعيًا لعدم ترك المجال للمشككين في عقيدة الإسلام بشكل عام وعقيدة أهل السنة بشكل خاص، فإنه قد اختار العلماء حين توجيه خطابهم للمخالفين استخدام التأويل التفصيلي للنصوص المتشابهة، وكذلك عندما يكون المعنى المأوّل إليه متماشيًا مع لسان العرب، خاصةً وأن هناك حالات عدة قام فيها السلف بالتأويل التفصيلي دفعًا لأي معنىً لا يليق في حق الله.

### التأويل (التأويل التفصيلي)

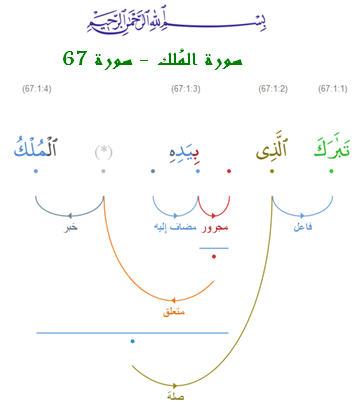
اهتم علماء الأشاعرة بشكل كبير بعلوم اللغة العربية لفهم معاني نصوص القرآن والأحاديث النبوية

يتمسك الأشاعرة بظاهر ما يدل عليه اللفظ ويجيزون صرف اللفظ عن ظاهره الراجح إلى احتمال مرجوح لدليل يقترن باللفظ فيصرفه عن ظاهره، وهذا الدليل يسمى عندهم (قرينة) ومن أمثلة ذلك عندهم الآية القرآنية: (نسوا الله فنسيهم) من سورة التوبة، فتأتي كلمة النسيان في كلام العرب بمعنى الآفة وذهاب العلم، وتأتي بمعنى الترك واستعمالها بالمعنى الأول أكثر ولذا كان هو (الظاهر الراجح) من كلمة النسيان بصفة عامة وكان الثاني وهو الترك هو (الاحتمال المرجوح) لذا فإنه يتعيّن العدول عن تفسير النسيان في الآية عن الظاهر الراجح وهو الآفة وذهاب العلم إلى الاحتمال المرجوح وهو الترك، والقرينة الصارفة عن المعنى الأول هو استحالة (الآفة وذهاب العلم) على الله.
وأما صرف اللفظ عن ظاهره لغير دليل فلا يجوز، فالخروج عن ظاهر اللفظ إنما يصح عند قيام الدليل القاطع على أن ظاهره محال ممتنع، وهو ما يطلقون عليه (التأويل الصحيح)، أما الخروج عن ظاهر اللفظ لما يظنه المرء دليلاً دون أن يكون في حقيقة الأمر دليلاً فهو (التأويل الفاسد)، وأما الخروج عن ظاهر اللفظ لا لدليل ولا لشبهة دليل فإن الأشاعرة يعتبرونه لعباً وليس من التأويل في شيء وهو ما يطلق عليه ((تحريف الكلام عن مواضعه))
فذهب الأشاعرة في التعامل مع الآيات المتشابهة إلى (التأويل الصحيح) للّفظ المتشابه، أي بصرفه عن المعنى الظاهر المباشر إلى معان أخرى، ويستعان على هذا بالقرائن المتعددة، وبعرف الاستعمال والعادة، لأنهم يرون أن التعويل في الحكم والاستنباط على قصد المتكلم ومراده ، ومراده يظهر أحيانا من اللفظ نفسه، وأحيانا من العلامات والقرائن المصاحبة، فمراد المتكلم من قوله: رأيت أسدا، غير مراده من قوله: رأيت أسدا يخطب على المنبر، ففي الأولى يقصد الحيوان المفترس بدلالة لفظ الأسد، وفي الثاني يقصد الرجل الشجاع بدلالة القرينة (يخطب على المنبر).
وبالتالي فإنهم يرون أنه من عرف مراد المتكلم بدليل من الأدلة وجب -عليه-اتباع مراده، فالألفاظ عندهم لم تقصد لذواتها، وإنما هي أدلة يستدل بها على مراد المتكلم، فإذا ظهر مراده ووضح بأي طريق، فإنه يجب العمل بمقتضاه سواء كان بإشارة، أو كتابة، أو بإيماءة، أو دلالة عقلية، أو قرينة حالية، أو عادة مطردة.

### ضرورةالتأويل
وضّح الكثير من العلماء الضرورة الدافعة إلى التأويل، وفيما يلي عرض لجانب من أقوال بعض العلماء بهذا الخصوص:
- قال الشافعي عن القرآن: «وأن منه ظاهراً يُعرف في سياقه أنه يراد به غير ظاهره».[42][43]
- وقال الإمام أبو إسحاق الشاطبي في كتابه الموافقات: «اتباع ظواهر القرآن على غير تدبر ولا نظر في مقاصده ومعاقده والقطع بالحكم به ببادئ الرأي والنظر الأول... معلوم أن هذا الرأي يصد عن اتباع الحق المحض ويضاد المشي على الصراط المستقيم... ألا ترى أن من جرى على مجرد الظاهر تناقضت عليه الصور والآيات وتعارضت في يديه الأدلة على الإطلاق والعموم».[44]
- وقال إمام الحرمين الجويني: «لو بقي الناس على ما كانوا عليه لم نؤمر بالاشتغال بعلم الكلام، أما الآن فقد كثرت البدع فلا سبيل إلى ترك أمواج الفتن تلتطم».[45]
- وقال الإمام الغزالي في إلجام العوام: «لما كان زمان السلف الأول زمان سكون القلب، بالغوا في الكف عن التأويل خيفة من تحريك الدواعي وتشويش القلوب، فمن خالفهم في ذلك الزمان فهو الذي حرك الفتنة وألقى الشكوك في القلوب، مع الاستغناء عنه، فباء بالإثم. أما الآن فقد فشا ذلك، فالعذر في إظهار شيء من ذلك، رجاء لإماطة الأوهام الباطلة عن القلوب أظهر، واللوم عن قائله أقل».[46]
- وقال الحافظ ابن حجر العسقلاني: «أكثر السلف لعدم ظهور أهل البدع في أزمنتهم يفوضون علمها – آيات الصفات – إلى الله تعالى مع تنزيهه سبحانه عن ظاهرها الذي لا يليق بجلال ذاته، وأكثر الخلف يؤولونها بحملها على محامل تليق بذلك الجلال الأقدس والكمال الأنفس، لاضطرارهم إلى ذلك لكثرة أهل الزيغ والبدع في أزمنتهم».
- وقال الإمام العز بن عبد السلام: «وليس الكلام في هذا - يعني التأويل - بدعة قبيحة، وإنما الكلام فيه بدعة حسنة واجبة لَمَّا ظهرت الشبهة، وإنما سكت السلف عن الكلام فيه إذ لم يكن في عصرهم من يحمل كلام الله وكلام رسوله على ما لا يجوز حمله عليه، ولو ظهرت في عصرهم شبهة لكذبوهم وأنكروا عليهم غاية الإنكار، فقد رد الصحابة والسلف على القدرية لما أظهروا بدعتهم، ولم يكونوا قبل ظهورهم يتكلمون في ذلك».[47] ورجّح الإمام العز بن عبد السلام طريقة التأويل فقال: «طريقة التأويل بشرطها أقربها إلى الحق» وعلق الإمام مرتضى الزبيدي على قول العز بقوله «ويعني بشرطها أن يكون على مقتضى لسان العرب».[48]
- وقال الإمام ملا علي القاري الحنفي في كتابه (مرقاة المفاتيح) معتذراً عن علماء الأمة لأخذهم بالتأويل: «ولم يريدوا بذلك مخالفة السلف الصالح - معاذ الله أن يظن بهم ذلك - وإنما دعت الضرورة في أزمنتهم لذلك، لكثرة المجسمة والجهمية وغيرها من فرق الضلال، واستيلائهم على عقول العامة، فقصدوا بذلك ردعهم وبطلان قولهم، ومن ثم اعتذر كثير منهم وقالوا: لو كنا على ما كان عليه السلف الصالح من صفاء العقائد وعدم المبطلين في زمنهم لم نخض في تأويل شيء من ذلك».[49] وقال أيضاً: «اتفق السلف والخلف على تنزيه الله تعالى عن ظواهر المتشابهات المستحيلة على الله تعالى... وخاض أكثر الخلف في التأويل لكن غير جازمين بأن هذا هو مراد الله تعالى من تلك النصوص، وإنما قصدوا بذلك صرف العامة عن اعتقاد ظواهر المتشابه، والرد على المبتدعة المتمسكين بأكثر تلك الظواهر».[50]
- وقال الإمام تاج الدين السبكي في كتابه طبقات الشافعية الكبرى: «...ثم أقول للأشاعرة قولان مشهوران في إثبات الصفات، هل تمر على ظاهرها مع اعتقاد التنزيه، أو تئول؟ والقول بالإمرار مع اعتقاد التنزيه هو المعزو إلى السلف، وهو اختيار الإمام في الرسالة النظامية (يقصد إمام الحرمين الجويني)، وفي مواضع من كلامه، فرجوعه معناه الرجوع عن التأويل إلى التفويض، ولا إنكار في هذا، ولا في مقابله، فإنها مسألة اجتهادية، أعني مسألة التأويل أو التفويض مع اعتقاد التنزيه. إنما المصيبة الكبرى والداهية الدهياء الإمرار على الظاهر، والاعتقاد أنه المراد، وأنه لا يستحيل على الباري، فذلك قول المجسمة عباد الوثن، الذين في قلوبهم زيغ يحملهم الزيغ على اتباع المتشابه، ابتغاء الفتنة، عليهم لعائن الله تترى واحدة بعد أخرى، ما أجرأهم على الكذب، وأقل فهمهم للحقائق».[51]
- وقال الحافظ ابن عساكر في كتابه تبيين كذب المفتري: «فإنهم – يعني الأشاعرة – بحمد الله ليسوا معتزلة، ولا نفاة لصفات الله معطلة، لكنهم يثبتون له سبحانه ما أثبته لنفسه من الصفات، ويصفونه بما اتصف به في محكم الآيات، وبما وصفه به نبيّه صلى الله عليه وسلم في صحيح الروايات وينزهونه عن سمات النقص والآفات، فإذا وجدوا من يقول بالتجسيم أو التكييف من المجسمة والمشبهة، ولقوا من يصفه بصفات المحدثات من القائلين بالحدود والجهة فحينئذ يسلكون طريق التأويل، ويثبتون تنزيهه تعالى بأوضح الدليل، ويبالغون في إثبات التقديس له والتنزيه خوفاً من وقوع من لا يعلم في ظُلم التشبيه، فإذا أمنوا من ذلك رأوا أن السكوت أسلم، وترك الخوض في التأويل إلا عند الحاجة أحزم، وما مثالهم في ذلك إلا مثل الطبيب الحاذق الذي يداوي كل داء من الأدواء بالدواء الموافق، فإذا تحقق غلبة البرودة على المريض داواه بالأدوية الحارّة، ويعالجه بالأدوية الباردة عند تيقنه منه بغلبة الحرارة، وما هذا في ضرب المثال إلا كما رُويَ عن سفيان: إذا كنت بالشام فحدّث بفضائل علي رضي الله عنه، وإذا كنت بالكوفة فحدّث بفضائل عثمان رضي الله عنه. وما مثال المتأوّل بالدليل الواضح إلا مثال الرجل السابح، فإنه لا يحتاج إلى السباحة ما دام في البر، فإن اتفق له في بعض الأحايين ركوب البحر، وعاين هوله عند ارتجاجه وشاهد منه تلاطم أمواجه، وعصفت به الريح حتى انكسر الفُلك، وأحاط به إن لم يستعمل السباحة الهُلك، فحينئذ يسبح بجهده طلباً للنجاة، ولا يلحقه فيها تقصير حبّاً للحياة، فكذلك الموحّد ما دام سالكاً محجّة التنزيه، آمناً في عقده من ركوب لجّة التشبيه، فهو غير محتاج إلى الخوض في التأويل لسلامة عقيدته من التشبيه والأباطيل، فأما إذا تكدّر صفاء عقده بكدورة التكييف والتمثيل، فلا بدّ من تصفية قلبه من الكدر بمصفاة التأويل، وترويق ذهنه براووق الدليل، لتسلم عقيدته من التشبيه والتعطيل».[52]
- وقال الإمام النووي في مقدمة المجموع شرح المهذب: "اختلفوا في آيات الصفات، وأخبارها هل يخاض فيها بالتأويل أم لا؟ فقال قائلون: تتأول على ما يليق بها، وهذا أشهر المذهبين للمتكلمين، وقال آخرون: لا تتأول بل يمسك عن الكلام في معناها، ويوكل علمها إلى الله تعالى، ويعتقد مع ذلك تنزيه الله تعالى، وانتفاء صفات الحادث عنه، فيقال مثلا: نؤمن بأن الرحمن على العرش استوى، ولا نعلم حقيقة معنى ذلك، والمراد به، مع أنا نعتقد أن الله تعالى: ﴿لَيْسَ كَمِثْلِهِ شَيْءٌ﴾ [الشورى:11]، وأنه منزه عن الحلول، وسمات الحدوث، وهذه طريقة السلف أو جماهيرهم، وهي أسلم. إذ لا يطالب الإنسان بالخوض في ذلك ، فإذا اعتقد التنزيه فلا حاجة إلى الخوض في ذلك، والمخاطرة فيما لا ضرورة بل لا حاجة إليه، فإن دعت الحاجة إلى التأويل لرد مبتدع، ونحوه تأولوا حينئذ، وعلى هذا يحمل ما جاء عن العلماء في هذا، والله أعلم".[53]
وقال أيضاً في سياق شرحه لحديث النزول (شرح صحيح مسلم 6/ 36): «هذا الحديث من أحاديث الصفات، وفيه مذهبان مشهوران للعلماء سبق إيضاحهما في كتاب الإيمان ومختصرهما أن أحدهما وهو مذهب جمهور السلف وبعض المتكلمين: أنه يؤمن بأنها حق على ما يليق بالله تعالى، وأن ظاهرها المتعارف في حقنا غير مراد، ولا يتكلم في تأويلها مع اعتقاد تنزيه الله تعالى عن صفات المخلوق، وعن الانتقال والحركات وسائر سمات الخلق. والثاني: مذهب أكثر المتكلمين وجماعات من السلف وهو محكي هنا عن مالك والأوزاعي: أنها تتأول على ما يليق بها بحسب مواطنها. فعلى هذا تأولوا هذا الحديث تأويلين أحدهما: تأويل مالك بن أنس وغيره معناه: تنزل رحمته وأمره وملائكته كما يقال: فعل السلطان كذا إذا فعله أتباعه بأمره. والثاني: أنه على الاستعارة، ومعناه: الإقبال على الداعين بالإجابة واللطف. والله أعلم».[54] ومالك والأوزاعي من كبار علماء السلف الصالح.
- وقال الإمام بدر الدين الزركشي في كتابه البرهان في علوم القرآن:[55] "...وإنما حملهم على التأويل وجوب حمل الكلام على خلاف المفهوم من حقيقته لقيام الأدلة على استحالة المتشابه والجسمية في حق البارئ تعالى، والخوض في مثل هذه الأمور خطره عظيم، وليس بين المعقول والمنقول تغاير في الأصول، بل التغاير إنما يكون في الألفاظ، واستعمال المجاز لغة العرب، وإنما قلنا: لا تغاير بينهما في الأصول لما علم بالدليل أن العقل لا يكذب ما ورد به الشرع، إذ لا يرد الشرع بما لا يفهمه العقل، إذ هو دليل الشرع وكونه حقا، ولو تصور كذب العقل في شيء لتصور كذبه في صدق الشرع، فمن طالت ممارسته العلوم، وكثر خوضه في بحورها أمكنه التلفيق بينهما، لكنه لا يخلو من أحد أمرين، إما تأويل يبعد عن الأفهام، أو موضع لا يتبين فيه وجه التأويل لقصور الأفهام عن إدراك الحقيقة، والطمع في تلفيق كل ما يرد مستحيل المرام، والمرد إلى قوله: ﴿لَيْسَ كَمِثْلِهِ شَيْءٌ وَهُوَ السَّمِيعُ الْبَصِيرُ ۝١١﴾ [الشورى:11]".[56]
وقال أيضاً في نفس الكتاب: «وقد اختلف الناس في الوارد منها - يعني المتشابهات - في الآيات والأحاديث على ثلاث فرق: أحدها: أنه لا مدخل للتأويل فيها، بل تجرى على ظاهرها، ولا نؤول شيئاً منها، وهم المشبهة. الثانية: أن لها تأويلاً ولكنا نمسك عنه مع تنزيه اعتقادنا عن الشبه، والتعطيل، ونقول لا يعلمه إلا الله وهو قول السلف. والثالثة: أنها مؤولة وأولوها على ما يليق به. والأول باطل - يعني مذهب المشبهة - والأخيران منقولان عن الصحابة».[57] فأثبت الإمام الزركشي مذهب التأويل للصحابة. ثم استكمل كلامه إلى أن قال: "...قال الشيخ أبو عمرو بن الصلاح: وعلى هذه الطريقة مضى صدر الأمة وسادتها، وإياها اختار أئمة الفقهاء وقادتها، وإليها دعا أئمة الحديث وأعلامه، ولا أحد من المتكلمين من أصحابنا يصدف عنها ويأباها... وممن نقل عنه التأويل علي، وابن مسعود، وابن عباس وغيرهم. وقال الغزالي في كتاب (التفرقة بين الإسلام والزندقة): إن الإمام أحمد أول في ثلاثة مواضع، وأنكر ذلك عليه بعض المتأخرين. قلت: وقد حكى ابن الجوزي عن القاضي أبي يعلى تأويل أحمد في قوله تعالى: ﴿أَوْ يَأْتِيَ رَبُّكَ﴾ [الأنعام:158] قال: وهل هو إلا أمره، بدليل قوله: ﴿أَوْ يَأْتِيَ أَمْرُ رَبِّكَ﴾ [النحل:33]. واختار ابن برهان وغيره من الأشعرية التأويل، قال: ومنشأ الخلاف بين الفريقين: أنه هل يجوز في القرآن شيء لا يعلم معناه؟ فعندهم يجوز، فلهذا منعوا التأويل، واعتقدوا التنزيه على ما يعلمه الله. وعندنا لا يجوز ذلك، بل الراسخون يعلمونه".[56]
- وقد شدّد الحافظ ابن الجوزي الحنبلي في كتابه «المجالس» المعروف باسم (مجالس ابن الجوزي في المتشابه من الآيات القرآنية) النكير على من يمنع التأويل ووسّع القول في ذلك، فمما ورد فيه: "وكيف يمكن أن يقال إن السلف ما استعملوا التأويل وقد ورد في الصحيح عن سيد الكونين ﷺ أنه قَدَّم له ابن عباس وضوءه فقال: «من فعل هذا؟» فقال: قلت: أنا يا رسول الله، فقال: «اللهم فقّهه في الدين وعلّمه التأويل». فلا يخلو إما أن يكون الرسول ﷺ أراد أن يدعو له أو عليه، فلا بدّ أن تقول أراد الدعاء له لا دعاءً عليه، ولو كان التأويل محظورًا لكان هذا دعاءً عليه لا له. ثم أقول: لا يخلو إما أن تقول: إن دعاء الرسول ﷺ ليس مستجابًا فليس بصحيح، وإن قلت: إنه مستجاب فقد تركت مذهبك، وبَطَل قولك: إنهم كانوا لا يقولون بالتأويل، وكيف والله يقول: ﴿وَمَا يَعْلَمُ تَأْوِيلَهُ إِلَّا اللَّهُ وَالرَّاسِخُونَ فِي الْعِلْمِ﴾ [آل عمران:7] وقال: ﴿الم﴾ [البقرة:1] أنا الله أعلم، و﴿كهيعص﴾ [مريم:1] الكاف من كافي، والهاء من هادي، والياء من حكيم، والعين من عليم، والصاد من صادق، إلى غير ذلك من المتشابه. ولو كان الراسخون في العلم لا يعلمون كما أن الجهال لا يعلمون، سَوَّوْا العالم بالجاهل، وهل مَن يعلم كَمَن لا يعلم؟! وقد فرّق الحق بينهما، فقال: ﴿هَلْ يَسْتَوِي الَّذِينَ يَعْلَمُونَ وَالَّذِينَ لَا يَعْلَمُونَ﴾ [الزمر:9]، والمعنى لا يَسْتَوُون".[58] وقال أيضاً ما نصه: «إن نفيت التشبيه في الظاهر والباطن فمرحباً بك، وإن لم يمكنك أن تتخلص من شرك التشبيه إلى خالص التوحيد، وخالص التنزيه إلا بالتأويل، فالتأويل خير من التشبيه».[46]
- وقال الشيخ محمد سعيد رمضان البوطي في كتابه (كبرى اليقينيات الكونية): «مذهب السلف هو عدم الخوض في أي تأويل أو تفسير تفصيلي لهذه النصوص، والاكتفاء بإثبات ما أثبته الله تعالى لذاته، مع تنزيهه عزّ وجلّ عن كل نقص ومشابهة للحوادث، وسبيل ذلك التأويل الإجمالي لهذه النصوص وتحويل العلم التفصيلي بالمقصود منها إلى علم الله عزّ وجلّ، أما ترك هذه النصوص على ظاهرها دون أي تأويل لها سواء كان إجمالياً أم تفصيلياً فهو غير جائز، وهو شيء لم يجنح إليه سلف ولا خلف.... ولكنك عندما تنزه الله حيال جميع هذه الآيات عن مشابهة مخلوقه في أن يتحيز في مكان وتكون له أبعاد وأعضاء وصورة وشكل، ثم أثبتَّ لله ما أثبته هو لذاته على نحوٍ يليق بكماله وذلك بأن تكِلَ تفصيل المقصود بكلٍّ من هذه النصوص إلى الله جلّ جلاله سَلِمْتَ بذلك من التناقض في الفهم وسَلَّمْتَ القرآن من توهم أي تناقض فيه، وهذه هي طريقة السلف رحمهم الله ألا تراهم يقولون عنها» أمروها بلا كيف«إذ لولا أنهم يؤولونها تأويلاً إجمالياً بالمعنى الذي أوضحنا لما صحّ منهم أن يقولوا ذلك... ومذهب الخلف الذين جاءوا من بعدهم هو تأويل هذه النصوص بما يضعها على صراط واحد من الوفاق مع النصوص المحكمة الأخرى التي تقطع بتنزّه الله عن الجهة والمكان والجارحة... واعلم أن مذهب السلف في عصرهم كان هو الأفضل والأسلم والأوفق مع الإيمان الفطري المرتكز في كلٍّ من العقل والقلب. ومذهب الخلف في عصرهم أصبح هو المصير الذي لا يمكن التحول عنه، بسبب ما قامت فيه من المذاهب الفكرية والمناقشات العلمية.... والمهم أن تعلم بأن كلاًّ من المذهبين منهجان إلى غاية واحدة، لأن المآل فيهما إلى أن الله عزّوجلّ لا يشبهه شيء من مخلوقاته، وأنه منزّه عن جميع صفات النقص، فالخلاف الذي تراه بينهما خلاف لفظي وشكلي فقط».[59]
- وقال الشيخ محمود محمد خطاب السبكي: (أما ما ورد من الآيات والأحاديث المتشابهة فقد أجمع السلف والخلف رضي الله عنهم على أنها مصروفة عن ظاهرها لقوله تعالى: ﴿قُلْ هُوَ اللَّهُ أَحَدٌ ۝١ اللَّهُ الصَّمَدُ ۝٢ لَمْ يَلِدْ وَلَمْ يُولَدْ ۝٣ وَلَمْ يَكُنْ لَهُ كُفُوًا أَحَدٌ ۝٤﴾ [الإخلاص:1–4] وقوله سبحانه: ﴿لَيْسَ كَمِثْلِهِ شَيْءٌ وَهُوَ السَّمِيعُ الْبَصِيرُ ۝١١﴾ [الشورى:11] ثم اختلفوا في بيان معاني تلك الآيات والأحاديث، فالسلف يفوضون علم معانيها إليه تعالى، فيقولون: إن الاستواء في آية: ﴿الرَّحْمَنُ عَلَى الْعَرْشِ اسْتَوَى ۝٥﴾ [طه:5] لا يعلمه إلا الله سبحانه وتعالى، مع جزمهم بأنه جل جلاله يستحيل عليه الاستقرار على العرش أو اتصاله به أو جلوسه عليه، لأنه تعالى إله قديم موصوف باستوائه على العرش قبل خلق العرش، لأن القرآن الذي منه هذه الآية موجود قبل إيجاد العرش، فكيف يعقل أنه تعالى استقر على عرش غير موجود؟ ولما خلق الخلق لم يحتج إلى مكان يحل فيه، بل هو غني عنه. فهو تعالى لم يزل بالصفة التي كان عليها. والخلف يقولون فيها: الاستواء معناه الاقتدار والتصرف أو نحو ذلك. ومذهب السلف أسلم... ووجه صحة مذهب الخلف أنهم فسروا الآية بما يدل عليه اللفظ العربي، والقرآن عربي، وحملهم على التفسير المذكور ولم يفوضوا كما فوض السلف وجود المشبهة في زمانهم زاعمين - أي المشبهة - أن ظاهر الآيات يدل على أنه تعالى جسم، ولم يفقهوا أنه مستحيل عليه عز وجل الجسمية والحلول في الأمكنة... فوجب عليهم - يعني الخلف - أن يبينوا للعامة معنى تلك الآيات والأحاديث المتشابهة حسب مدلولات القرآن والأحاديث النبوية بما يصح اتصاف الله تعالى به، ليعرفوا الحق فيعملوا عليه ويتركوا الباطل وأهله فجزاهم الله تعالى خير الجزاء. وقد نقل العلامة زروق عن أبي حامد أنه قال: (لا خلاف في وجوب التأويل عند تعين شبهة لا ترتفع إلا به)".[60]
- وقال الشيخ عدي بن مسافر الشامي: «...فلما ظهرت البدع وانتشر في الناس التشبيه والتعطيل فزع أهل الحق إلى التأويل».[61]
وقد دعا النبي لابن عباس فقال: (اللهم فقهه في الدين وعلمه التأويل). رواه الإمام أحمد والطبراني. وفي رواية أخرى: (اللهم علمه الحكمة وتأويل الكتاب). رواه ابن ماجه. وهذا الحديث هو وحده لو لم يكن غيره كاف في الدلالة على جواز التأويل. وكان مجاهد يقول: العلماء يعلمون تأويله، أي: تفسيره.[62] وطريقة التأويل ليست خاصة بالأشاعرة، فقد ورد عن كثير من السلف والحنابلة وأهل الحديث تأويل كثير من النصوص الموهمة للتجسيم والتشبيه. وقد ذكر المصنفون من أهل العلم بالحديث والفقه أن الذي حمل الأشاعرة والماتريدية في تأويل الأسماء والصفات هو التنزيه، وهذا لا يخرجهم عن دائرة أهل السنة والجماعة خاصة وأن معظم فقهاء الإسلام في الفقه والحديث والتفسير والعقيدة أغلبهم من الأشاعرة والماتريدية، وطريقتهم هي الوسط بين الغلو والتطرف والتساهل.[63] وقد قال الإمام أبو الوفاء بن عقيل الحنبلي البغدادي المتوفي سنة 513 هـ: «هلك الإسلام بين طائفتين: الباطنية والظاهرية والحق بين المنزلتين وهو أن نأخذ بالظاهر ما لم يصرفنا عنه دليل ونرفض كل باطن لا يشهد به دليل من أدلة الشرع». وقال الإمام المجتهد ابن دقيق العيد: «إن كان التأويل من المجاز البين الشايع فالحق سلوكه من غير توقف. أو من المجاز البعيد الشاذ فالحق تركه، وإن استوى الأمران فالاختلاف في جوازه مسألة فقهية اجتهادية والأمر فيها ليس بالخطر بالنسبة للفريقين». وللإمام أبي حامد الغزالي كتاب سماه (قانون التأويل) وهو يقول فيه عند البحث فيما إذا كان بين المعقول والمنقول تصادم في أول النظر وظاهر الفكر: «والخائضون فيه تحزبوا إلى مفرط بتجريد النظر إلى المنقول وإلى مفرط بتجريد النظر إلى المعقول وإلى متوسط طمع في الجمع والتلفيق والمتوسطون انقسموا إلى من جعل المعقول أصلاً والمنقول تابعاً وإلى من جعل المنقول أصلاً والمعقول تابعاً وإلى من جعل كل واحد أصلاً» ثم شرح هؤلاء الأصناف الخمسة شرحاً جيداً لا يستغني عنه باحث. وقد سرد المؤرخ المتكلم الفخر بن المعلم القرشي الشافعي في كتابه (نجم المهتدي ورجم المعتدي) في باب خاص منه نماذج كثيرة من التأويلات المروية عن الصحابة والتابعين وقد اكتظت كتب التفسير بالرواية بما روى عنهم في هذا الصدد. وأما المشبهة فيقولون: نحن لا نؤول بل نحمل آيات الصفات وأخبارها على ظاهرها. وهم في قولهم هذا غير منتبهين إلى أن استعمال اللفظ في الله سبحانه بالمعنى المراد عند استعماله في الخلق تشبيه صريح. ومن الأدلة القاطعة على رد مزاعم الحشوية في دعوى التمسك بالظاهر في اعتقاد الجلوس على العرش خاصة قوله تعالى: ﴿وَإِذَا سَأَلَكَ عِبَادِي عَنِّي فَإِنِّي قَرِيبٌ﴾ [البقرة:186] وقوله تعالى: ﴿وَنَحْنُ أَقْرَبُ إِلَيْهِ مِنْ حَبْلِ الْوَرِيدِ ۝١٦﴾ [ق:16] وقوله تعالى: ﴿وَاسْجُدْ وَاقْتَرِبْ ۝١٩﴾ [العلق:19] وقوله تعالى: ﴿أَلَا إِنَّهُ بِكُلِّ شَيْءٍ مُحِيطٌ ۝٥٤﴾ [فصلت:54] وقوله تعالى: ﴿وَهُوَ مَعَكُمْ أَيْنَ مَا كُنْتُمْ﴾ [الحديد:4] وقوله: ﴿وَهُوَ اللَّهُ فِي السَّمَاوَاتِ وَفِي الْأَرْضِ﴾ [الأنعام:3] وقوله: ﴿وَهُوَ الَّذِي فِي السَّمَاءِ إِلَهٌ وَفِي الْأَرْضِ إِلَهٌ﴾ [الزخرف:84] إلى غير ذلك مما لا يحصى في الكتاب والسنة مما ينافي الجلوس على العرش وأهل السنة يرونها أدلة على تنزه الله سبحانه عن المكان فلا يبقى للالحشوية أن يعملوا شيئاً إزاء أمثال تلك النصوص غير محاولة تأويلها مجازفة أو العدول عن القول بالاستقرار المكاني.[64]

### استخدامالسلفوالعلماءللتأويل
الأشاعرة يتبعون السلف باتخاذهم لمذهب التأويل في التعامل مع النصوص المتشابهة وقد أشار إلى ذلك شهاب الدين الآلوسي بقوله: «والتأويل القريب إلى الذهن الشائع نظيره في كلام العرب مما لا بأس به عندي، على أن بعض الآيات مما أجمع على تأويلها السلف والخلف». وقال الإمام عز الدين الرسعني الحنبلي في كتابه (رموز الكنوز في تفسير الكتاب العزيز): «قاعدة مذهب إمامنا في هذا الباب -أي آيات الصفات-: اتباع السلف الصالح؛ فما تأولوه تأولناه، وما سكتوا عنه سكتنا عنه، مفوضين علمه إلى قائله، منزهين الله عما لا يليق بجلاله».
وفيما يلي بعض الأمثلة التي يستشهد بها الأشاعرة على تأويل السلف للنصوص المتشابهة:
- تأويل ابن عباس والضحاك وقتادة وسعيد بن جبير للفظ الساق في قوله تعالى: ﴿يَوْمَ يُكْشَفُ عَنْ سَاقٍ﴾ [القلم:42] بالشدة. وقال الطبري في تفسيره: «قال جماعة من الصحابة والتابعين من أهل التأويل: يبدو عن أمر شديد».
- تأويل ابن عباس ومجاهد وقتادة وسفيان الأيدي في قوله تعالى: ﴿وَالسَّمَاءَ بَنَيْنَاهَا بِأَيْدٍ﴾ [الذاريات:47] بالقوة، ذكره الطبري في تفسيره.[71]
- تأويل ابن عباس للكرسي بالعلم فقد جاء في تفسير الطبري عند تفسيره لآية الكرسي ما نصّه: «اختلف أهل التأويل في معنى الكرسي الذي أخبر الله تعالى ذكره في هذه الآية أنه وسع السموات والأرض، فقال بعضهم: هو علم الله تعالى ذكره... وأما الذي يدُلُّ على ظاهر القرآن فقول ابن عباس الذي رواه جعفر بن أبي المغيرة عن سعيد بن جبير أنه قال: هو علمه».
- تأويل ابن عباس لمجيء الله فقد جاء في تفسير النسفي عند قوله تعالى: ﴿وَجَاءَ رَبُّكَ وَالْمَلَكُ صَفًّا صَفًّا ۝٢٢﴾ [الفجر:22] ما نصّه: "هذا تمثيل لظهور آيات اقتداره وتبيين آثار قهره وسلطانه، فإن واحداً من الملوك إذا حضر بنفسه ظهر بحضوره من آثار الهيبة ما لا يظهر بحضور عساكره وخواصّه، وعن ابن عباس: أمره وقضاؤه". ونقل القرطبي نحو هذا عن الحسن البصري، وقال هناك نقلاً عن بعض الأئمة ما نصّه: "جعل مجيء الآيات مجيئاً له تفخيماً لشأن تلك الآيات، ومنه قوله تعالى في الحديث " (يا ابن آدم مرضت فلم تعدني.. واستسقيتك فلم تسقني.. واستطعمتك فلم تطعمني..) والله جلّ ثناؤه لا يوصف بالتحول من مكان إلى مكان، وأنّى له التحول والانتقال ولا مكان له ولا أوان، ولا يجري عليه وقت ولا زمان، لأن في جريان الوقت على الشيء فوْتَ الأوقات، ومن فاته شيء فهو عاجز".
- تأويل ابن عباس لقوله تعالى: ﴿اللَّهُ نُورُ السَّمَاوَاتِ وَالْأَرْضِ﴾ [النور:35] فقد جاء في تفسير الطبري ما نصّه: "عن ابن عباس قوله: ﴿اللَّهُ نُورُ السَّمَاوَاتِ وَالْأَرْضِ﴾ [النور:35] يقول: الله سبحانه هادي أهل السموات والأرض".
- تأويل ابن عباس للفظ الوجه في قوله تعالى: ﴿وَيَبْقَى وَجْهُ رَبِّكَ ذُو الْجَلَالِ وَالْإِكْرَامِ ۝٢٧﴾ [الرحمن:27] قال: الوجه عبارة عنه. وقال القرطبي في تفسيره: أي ويبقى الله فالوجه عبارة عن وجوده وذاته سبحانه.. وهذا الذي ارتضاه المحققون من علمائنا ابن فورك وأبو المعالي وغيرهم.. وقال أبو المعالي: وأما الوجه المراد به عند معظم أئمتنا وجود الباري تعالى.
- تأويل سفيان الثوري والطبري للاستواء: قال الإمام الطبري في تفسير قوله تعالى: ﴿ثُمَّ اسْتَوَى إِلَى السَّمَاءِ﴾ [البقرة:29] بعد أن ذكر معاني الاستواء في اللغة، ما نصّه: «علا عليهن وارتفع، فدبرهن بقدرته... علا عليها علو ملك وسلطان، لا علو انتقال وزوال» وأوّل سفيان الثوري الاستواء على العرش: بقصد أمره، والاستواء إلى السماء: بالقصد إليها.
- تأويل مجاهد والضحاك وأبي عبيدة للفظ (الوجه): قال تعالى: ﴿فَأَيْنَمَا تُوَلُّوا فَثَمَّ وَجْهُ اللَّهِ﴾ [البقرة:115] قال مجاهد: قبلة الله. وقال الضحاك وأبو عبيدة في قوله تعالى: ﴿كُلُّ شَيْءٍ هَالِكٌ إِلَّا وَجْهَهُ﴾ [القصص:88] أي إلا هو.
- تأويل مجاهد والسدي للفظ (الجنب) فقد جاء في تفسير الطبري عند قوله تعالى: ﴿أَنْ تَقُولَ نَفْسٌ يَا حَسْرَتَا عَلَى مَا فَرَّطْتُ فِي جَنْبِ اللَّهِ﴾ [الزمر:56] قال مجاهد: في أمر الله، وقال السدي: على ما تركت من أمر الله.
- تأويل الحسن البصري في قوله تعالى: ﴿وَجَاءَ رَبُّكَ﴾ [الفجر:22] قال: جاء أمره وقضاؤه. وعن الكلبي: جاء حكمه. وعنه في قوله تعالى: ﴿أَنْ تَقُولَ نَفْسٌ يَا حَسْرَتَا عَلَى مَا فَرَّطْتُ فِي جَنْبِ اللَّهِ﴾ [الزمر:56] قال: في طاعة الله.
- تأويل الضحاك لصفة العين بالحفظ والحراسة في قوله تعالى: ﴿فَإِنَّكَ بِأَعْيُنِنَا﴾ [الطور:48] وقوله: ﴿وَلِتُصْنَعَ عَلَى عَيْنِي ۝٣٩﴾ [طه:39]، ذكره الماوردي في تفسيره.[72]
- تأويل البخاري الضحك الوارد في بعض الأحاديث بالرحمة، نقله عنه البيهقي في الأسماء والصفات. وتأويله للوجه في قوله تعالى: ﴿كُلُّ شَيْءٍ هَالِكٌ إِلَّا وَجْهَهُ﴾ [القصص:88] قال: إلا ملكه.
- تأويل الطبراني للوجه في قوله تعالى: ﴿كُلُّ شَيْءٍ هَالِكٌ إِلَّا وَجْهَهُ﴾ [القصص:88] بقوله: «أي إلا هو. وانتصب قوله (وجهه) على الاستثناء كأنه قال: إلا إياه، وقال عطاء: (معناه: كل شيء هالك إلا ما أريد به وجهه، وكل عمل لغيره فهو هالك إلا ما كان له)».[73]
- تأويل الحافظ حماد بن زيد لحديث النزول: (ينزل الله كل ليلة إلى السماء الدنيا) بقوله: «نزوله إقباله»، نقله البيهقي في الأسماء والصفات.[74]
- تأويل الإمام مالك لحديث النزول: أوّله بنزول رحمته وأمره أو ملائكته، نقله الحافظ ابن حجر العسقلاني في فتح الباري، ومحمد بن عبد الباقي الزرقاني في شرحه على الموطأ.[75][76]
- تأويل الإمام الشافعي للفظ (الوجه): حكى المزني عن الشافعي في قوله تعالى: ﴿فَثَمَّ وَجْهُ اللَّهِ﴾ [البقرة:115] قال: يعني والله أعلم فثم الوجه الذي وجهكم الله إليه.
- تأويل الإمام أحمد قوله تعالى: ﴿وَجَاءَ رَبُّكَ﴾ [الفجر:22] بمجيء ثوابه، نقله ابن كثير في البداية والنهاية عن الإمام البيهقي في مناقب الإمام أحمد، وأورد سند البيهقي له، ثم قال: قال البيهقي: وهذا إسناد لا غبار عليه. ونقل الحافظ ابن الجوزي عن القاضي أبي يعلى عن الإمام أحمد في قوله تعالى: ﴿هَلْ يَنْظُرُونَ إِلَّا أَنْ يَأْتِيَهُمُ اللَّهُ فِي ظُلَلٍ مِنَ الْغَمَامِ﴾ [البقرة:210] أنه قال: المراد به قدرته وأمره. قال: وقد بيّنه في قوله تعالى: ﴿أَوْ يَأْتِيَ أَمْرُ رَبِّكَ﴾ [النحل:33] ومثل هذا في القرآن: ﴿وَجَاءَ رَبُّكَ﴾ [الفجر:22] قال: إنما هو قدرته.[77] وأوَّل الإمام أحمد أيضا قوله تعالى: ﴿مَا يَأْتِيهِمْ مِنْ ذِكْرٍ مِنْ رَبِّهِمْ مُحْدَثٍ﴾ [الأنبياء:2] فقال: يحتمل أن يكون تنزيله إلينا هو المحدث، نقله ابن كثير في البداية والنهاية. وقال التميمي في اعتقاد أحمد في حديث النزول: «ولا يجوز عليه الانتقال، ولا الحلول في الأمكنة».[78]

قال القزويني بهاء الدين في كتابه سراج العقول : " من نفى صفات الله تعالى، قيل يكفّر لجهله بالله، وقيل إنّ نفاة الصفات من أهل القبلة هم المعتزلة، وكان أبو هاشم منهم، أثبت الصفات غير أنّه فسّرها بالحال التي سمّاها العالميّة والقادريّة، فيلزمه في الحال وتعليقها بالمتعلّقات ما ألزمنا في الصفات الموجودة، فلذلك لا يوجب التكفير، كيف وقد نفى القاضي أبو بكر منها صفة البقاء. أمّا من نفى كونه تعالى موصوفا بهذه الصفات فقد انعقد الإجماع على تكفيره.
- قال الحافظ ابن حجر العسقلاني في فتح الباري في باب قول الله تعالى: ﴿كُلُّ شَيْءٍ هَالِكٌ إِلَّا وَجْهَهُ﴾ [القصص:88]: "...قال ابن بطال: في هذه الآية والحديث دلالة على أن لله وجها وهو من صفة ذاته، وليس بجارحة ولا كالوجوه التي نشاهدها من المخلوقين، كما نقول إنه عالم ولا نقول إنه كالعلماء الذين نشاهدهم، وقال غيره: دلت الآية على أن المراد بالترجمة الذات المقدسة، ولو كانت صفة من صفات الفعل لشملها الهلاك كما شمل غيرها من الصفات وهو محال، وقال الراغب: أصل الوجه الجارحة المعروفة، ولما كان الوجه أول ما يستقبل وهو أشرف ما في ظاهر البدن، استعمل في مستقبل كل شيء وفي مبدئه وفي إشراقه، فقيل وجه النهار، وقيل وجه كذا أي ظاهره، وربما أطلق الوجه على الذات كقولهم كرم الله وجهه، وكذا قوله تعالى: ﴿وَيَبْقَى وَجْهُ رَبِّكَ ذُو الْجَلَالِ وَالْإِكْرَامِ ۝٢٧﴾ [الرحمن:27] وقوله: ﴿كُلُّ شَيْءٍ هَالِكٌ إِلَّا وَجْهَهُ﴾ [القصص:88] وقيل: إن لفظ الوجه صلة، والمعنى كل شيء هالك إلا هو وكذا ﴿وَيَبْقَى وَجْهُ رَبِّكَ﴾ [الرحمن:27] وقيل المراد بالوجه القصد، أي يبقى ما أريد به وجهه. قلت: وهذا الأخير نقل عن سفيان وغيره وقد تقدم ما ورد فيه في أول تفسير سورة القصص وقال الكرماني قيل المراد بالوجه في الآية والحديث الذات أو الوجود أو لفظه زائد، أو الوجه الذي لا كالوجوه، لاستحالة حمله على العضو المعروف، فتعين التأويل أو التفويض، وقال البيهقي: تكرر ذكر الوجه في القرآن والسنة الصحيحة، وهو في بعضها صفة ذات كقوله: إلا رداء الكبرياء على وجهه وهو ما في صحيح البخاري عن أبي موسى، وفي بعضها بمعنى من أجل كقوله: ﴿إِنَّمَا نُطْعِمُكُمْ لِوَجْهِ اللَّهِ﴾ [الإنسان:9] وفي بعضها بمعنى الرضا كقوله: ﴿يُرِيدُونَ وَجْهَهُ﴾ [الأنعام:52]، ﴿إِلَّا ابْتِغَاءَ وَجْهِ رَبِّهِ الْأَعْلَى ۝٢٠﴾ [الليل:20] وليس المراد الجارحة جزما والله أعلم".[80]
- نقل الإمام النووي — في شرحه لحديث الجارية في صحيح مسلم — عن القاضي عياض ما نصه: "لا خلاف بين المسلمين قاطبة فقيههم ومحدثهم ومتكلمهم ونظارهم ومقلدهم أن الظواهر الواردة بذكر الله تعالى في السماء كقوله تعالى: ﴿أَأَمِنْتُمْ مَنْ فِي السَّمَاءِ أَنْ يَخْسِفَ بِكُمُ الْأَرْضَ﴾ [الملك:16] ونحوه ليست على ظاهرها، بل متأولة عند جميعهم".[81]
- وقد نقل إجماع الأمة على منهج التأويل حيث قال الحافظ أبو الحسن علي بن القطان الفاسي: «وأجمعوا أنه تعالى يجيء يوم القيامة والملك صفاً صفاً لعرض الأمم وحسابها وعقابها وثوابها، فيغفر لمن يشاء من المؤمنين ويعذب منهم من يشاء، كما قال تعالى، وليس مجيئه بحركة ولا انتقال. وأجمعوا أنه تعالى يرضى عن الطائعين له، وأن رضاه عنهم إرادته نعيمهم. وأجمعوا أنه يحب التوابين ويسخط على الكافرين ويغضب عليهم، وأن غضبه إرادته لعذابهم، وأنه لا يقوم لغضبه شيء».[82]

### القضاء والقدر (أفعال العباد)
يرى الأشاعرة أن جميع أفعال البشر تقع تحت حكم الله وإرادته، وأن ما يقع في الكون من الخير والشر الذي يكون مصدر الإنسان منهما، كله من عند الله، ولا احتمال عند أهل السنة الأشاعرة لتعارض إرادة الإنسان مع إرادة الله، ولا تعارض فيما فشل من إرادته مع إرادة الله، وإنما أراد الله من الإنسان الإرادة والفشل معًا، وأنه لاشيء في الكون خارج إحاطة إرادة الله، وأن إرادة الله شاملة شمولاً لا تخرج عنه أفعال البشر الاختيارية، ولا إرادتهم الجزئية، ويستدلون على ذلك بالآية القرآنية من سورة الإنسان: ﴿وَمَا تَشَاءُونَ إِلَّا أَنْ يَشَاءَ اللَّهُ﴾ [الإنسان:30].
وبالنظر إلى أن البشر يفعلون ما يفعلون باختيارهم، فهم مختارون، وبالنظر إلى أنهم لا يختارون إلاّ ما أراد الله أن يختاروه، فهم «مجبورون أو كأنهم مجبورون»، فالإنسان يفعل ما يشاء، ولا يشاء الإ ما شاء الله أن يشاءه، فهو - أي الإنسان - يفعل ما يشاء الله وما يشاء هو نفسه معًا، فهناك تفويض للإنسان لأنه يفعل ما يشاء، وهناك جبر أو ما يشبهه، لأنه لا يفعل غير ما يشاء الله، وجمع الجبر مع التفويض والتسيير مع التخيير هي عند الأشاعرة من خواص قدرة الله، فإن عُـدّ الإنسان بموقفه هذا مجبورًا في أفعاله، فهو مجبور لكنه مجبور غير معذور، ويقوم مذهب الأشاعرة في هذا الأمر على جملة من الاستدلالات، منها الآية القرآنية من سورة النحل: ﴿وَلَوْ شَاءَ اللَّهُ لَجَعَلَكُمْ أُمَّةً وَاحِدَةً وَلَكِنْ يُضِلُّ مَنْ يَشَاءُ وَيَهْدِي مَنْ يَشَاءُ وَلَتُسْأَلُنَّ عَمَّا كُنْتُمْ تَعْمَلُونَ ۝٩٣﴾ [النحل:93].
ويفترق مذهب الأشاعرة عن مذهب الجبرية في هذه المسألة، في أن الجبرية لا قدرة ولا إرادة ولا فعل عندهم للإنسان، أما الأشاعرة فهم يرون أن للإنسان قدرة لكن لا تأثير لهذه القدرة في جنب قدرة الله، وله أفعال لكن الله هو من خلقها، وله إرادة تستند أفعاله إليها، لذا يعدّ الإنسان عند الأشاعرة مختارًا في أفعاله، ويكفي عندهم تسمية أفعاله «أفعالاً اختيارية» استناد تلك الأفعال إلى إرادته واختياره، وهذه الإرادة والاختيار عند الأشاعرة هي من الله، لذا فإن الأشاعرة يرون بأن مذهبهم مختلف جدًا عن مذهب الجبر في مسألة أفعال العباد.
ويعتبر الأشاعرة أن هذه المسألة هي مسألة علمية مبنيّة على نصوص القرآن والسنة النبوية وقواعد العقل، ولا يُـسمع الانتقاد فيها إلا بطريق تلك القواعد والنصوص.

## موقف الأشاعرة من كتاب الإبانة
يرى الأشاعرة أن كتاب الإبانة للإمام أبو الحسن الأشعري دخل عليه الكثير من الدس والتحريف، كما أن طريقة الكتابة في كثير منه تختلف عن المسلك الذي اتخذه الأشعري في التأليف، فبينما يتمسك معارضو الأشاعرة بالنسخة الرائجة ويرون فيها دليل على عودة الأشعري عن منهج المتكلمين، يجزم الأشاعرة أن النسخة الرائجة محرّفة  وفي ذلك يقول العلاّمة الكوثري في تعليقه على كتاب الاختلاف في اللفظ لابن قتيبة: «ومن غريب التحريف ما دس في بعض نسخ الإبانة للأشعري كما دس فيها أشياء أخرى»، كما أن النسخة الرائجة توحي بالتجسيم وتتهجم على الإمام أبي حنيفة، وقد طبع كتاب الإبانة طبعة قوبلت على أربع نسخ خطية بتحقيق الدكتورة فوقية حسين، وعند المقارنة بين النسخة المتداولة مع طبعة الدكتورة فوقية حسين مع فصلين نقلهما ابن عساكر، تبيّن بوضوح قدر ذلك التحريف الذي جرى على هذا الكتاب.
يقول الإمام الكوثري في مقدمة كتاب «تبيين كذب المفتري»: «والنسخة المطبوعة في الهند من الإبانة نسخة مصحَّفة محرَّفة تلاعبت بها الأيدي الأثيمة، فيجب إعادة طبعها من أصل موثوق». وقال أيضا: «ومن العزيز جدّاً الظفر بأصل صحيح من مؤلفاته على كثرتها البالغة، وطبع كتاب الإبانة لم يكن من أصل وثيق، وفي المقالات المنشورة باسمه وقفة».
وهذا أيضا ما ذهب إليه الدكتور عبد الرحمن بدوي مؤيدا للكوثري، فقال: «وقد لاحظ الكوثري بحق أن النسخة المطبوعة في الهند تلاعبت بها الأيدي الأثيمة..». كما لاحظ ذلك غيرهم من الدارسين. وللشيخ وهبي سليمان غاوجي رسالة في هذا الموضوع بعنوان «نظرة علمية في نسبة كتاب الإبانة جميعه إلى الإمام أبي الحسن» أتى فيها بأدلة موضوعية تدل على أن قسماً كبيراً مما في الإبانة المتداولة اليوم بين الناس لا يصح نسبته للإمام الأشعري.

## أهم الكتب عن المذهب الأشعري
- نشأة الأشعرية وتطورها — جلال موسى

كتاب أهل السنة الأشاعرة شهادة علماء الأمة وأدلتهم جمع وإعداد الشيخ حمد سنان، والشيخ فوزي العنجري، وتقريظ مجموعة من العلماء: محمد حسن هيتو - محمد فوزي فيض الله - محمد سعيد رمضان البوطي - عجيل جاسم النشمي - علي جمعة - محمد عبد الغفار الشريف - وهبة الزحيلي - عبد الفتاح البزم - حسين عبد الله العلي - علي زين العابدين الجفري.

كتاب تبيين كذب المفتري فيما نسب إلى الإمام أبي الحسن الأشعري، قال عنه الإمام تاج الدين السبكي:

كتاب تأسيس التقديس أو أساس التقديس/ تأليف الإمام فخر الدين الرازي الذي انتقده ابن تيمية في كتابه بيان تلبيس الجهمية؛ ومعه رسالة في نفي الجهة للإمام شهاب الدين بن جهبل 733هـ في الرد على ابن تيمية.

- أهل السنة الأشاعرة شهادة علماء الأمة وأدلتهم — حمد السنان، فوزي العنجري
- المنهجية العامة في العقيدة والفقه والسلوك والإعلام بأن الأشعرية والماتريدية من أهل السنة — عبد الفتاح قديش اليافعي
- الأشاعرة من أهل السنة والجماعة — عبد الكريم تتان
- عقيدة الإمام الأشعري مذهب السواد الأعظم من المسلمين في الأصول — مصطفى بن علوي العطاس
- براءة الأشعريين من عقائد المخالفين — أبو حامد بن مرزوق (محمد العربي التباني)
- منهج الأشاعرة في العقيدة بين الحقائق والأوهام — محمد صالح بن أحمد الغرسي
- إمام أهل الحق أبو الحسن الأشعري — عبد القادر محمد الحسين
- تبيين كذب المفتري فيما نسب إلى الإمام أبي الحسن الأشعري — ابن عساكر
- مقالات الإسلاميين واختلاف المصلين — أبو الحسن الأشعري
- اللمع في الرد على أهل الزيغ والبدع — أبو الحسن الأشعري
- رسالة استحسان الخوض في علم الكلام — أبو الحسن الأشعري
- الإشارة إلى مذهب أهل الحق — أبو إسحاق الشيرازي
- مجرد مقالات الشيخ أبي الحسن الأشعري — أبو بكر بن فورك
- الأسماء والصفات — أبو بكر البيهقي
- الاعتقاد والهداية إلى سبيل الرشاد — أبو بكر البيهقي
- الإنصاف فيما يجب اعتقاده ولا يجوز الجهل به — أبو بكر الباقلاني
- تمهيد الأوائل وتلخيص الدلائل — أبو بكر الباقلاني
- الملل والنحل — أبو الفتح الشهرستاني
- نهاية الإقدام في علم الكلام — أبو الفتح الشهرستاني
- أصول الدين — عبد القاهر البغدادي
- الفرق بين الفرق — عبد القاهر البغدادي
- التبصير في الدين وتمييز الفرقة الناجية عن الفرق الهالكين — أبو المظفر الإسفراييني
- العواصم من القواصم — أبو بكر بن العربي
- المسامرة شرح المسايرة في العقائد المنجية في الآخرة — الكمال بن أبي شريف
- شرح العقيدة الطحاوية — للشيخ عبد الغني الميداني، (وليس ابن أبي العز)
- العقيدة الصلاحية — محمد بن هبة الله البرمكي
- العقيدة البرهانية — عثمان السلالجي
- العقيدة السنوسية الصغرى (أم البراهين) — محمد بن يوسف السنوسي
- إضاءة الدجنة في عقائد أهل السنة — أحمد بن محمد المقري
- العقيدة النورية في اعتقاد الأئمة الأشعرية — علي النوري الصفاقسي
- الخريدة البهية — أحمد الدردير
- جوهرة التوحيد — إبراهيم اللقاني
- الغنية في أصول الدين — أبو سعد المتولي النيسابوري
- العقيدة النظامية في الأركان الإسلامية — أبو المعالي الجويني
- الإرشاد إلى قواطع الأدلة في أصول الاعتقاد — أبو المعالي الجويني
- لمع الأدلة في قواعد عقائد أهل السنة والجماعة — أبو المعالي الجويني
- الشامل في أصول الدين — أبو المعالي الجويني
- الغنية في الكلام — أبو قاسم الأنصاري
- الإشارة في علم الكلام — فخر الدين الرازي
- تأسيس التقديس أو أساس التقديس — فخر الدين الرازي
- لباب المحصل في أصول الدين — ابن خلدون
- طوالع الأنوار من مطالع الأنظار — ناصر الدين البيضاوي
- أبكار الأفكار في أصول الدين — سيف الدين الآمدي
- غاية المرام في علم الكلام — سيف الدين الآمدي
- المواقف في علم الكلام — عضد الدين الإيجي
- شرح العقائد النسفية — سعد الدين التفتازاني
- رسائل في التوحيد — العز بن عبد السلام
- البرهان المؤيد — أحمد الرفاعي
- الرسالة القشيرية — أبو القاسم القشيري
- قواعد العقائد — أبو حامد الغزالي
- الاقتصاد في الاعتقاد — أبو حامد الغزالي
- دفع شبه التشبيه بأكف التنزيه — أبو الفرج بن الجوزي
- دفع شبه من شبه وتمرد ونسب ذلك إلى السيد الجليل الإمام أحمد — تقي الدين الحصني
- اليواقيت والجواهر في بيان عقائد الأكابر — عبد الوهاب الشعراني
- ضوء المعالي شرح بدء الأمالي — الملا علي القاري
- الإعلام بحدود قواعد الإسلام — القاضي عياض
- عقيدة أهل الإسلام — عبد الله بن علوي الحداد
- مقالات الكوثري — محمد زاهد الكوثري
- العقيدة الإسلامية كما جاء بها القرآن الكريم — محمد أبو زهرة
- موقف العقل والعلم والعالم من رب العالمين وعبادة المرسلين — مصطفى صبري
- كبرى اليقينيات الكونية — محمد سعيد رمضان البوطي
- السلفية مرحلة زمنية مباركة لا مذهب إسلامي — محمد سعيد رمضان البوطي
- السلفية بين الأصيل والدخيل — أحمد كريمة
- البيان الموثق دراسة موثقة لمقالات الفرق الثلاث — عبد الله الهرري
- مقدمات المراشد في علم العقائد — ابن خمير السبتي
- كفاية العوام فيما يجب عليهم من علم الكلام — محمد الفضالي الأزهري
- غاية البيان في تنزيه الله عن الجهة والمكان — خليل دريان الأزهري
- الحجة الدامغة لشبهات المجسمة الزائغة — حسين سامي بدوي
- إتحاف الأكابر في سيرة ومناقب الإمام محيي الدين عبد القادر الجيلاني — عبد المجيد بن طه الدهيبي الزعبي

## انتقادات
ترى السلفية أن الأشاعرة خالفوا أهل السنة؛ بسبب تأويل وتفويض معاني الأسماء والصفات، فهم في باب التأويل والتفويض ليسوا من أهل السنة، لأن أهل السنة – من وجهة نظرهم – لا يؤولون ولا يفوضون المعنى لكنهم من أهل السنة في المسائل التي وافقوهم فيها. وقد حصل خلاف كبير بين ابن تيمية (ت 728هـ) وتلميذه ابن القيم (ت 751هـ) وبين علماء الأشاعرة. ومن أبرز مواطن الخلاف بينهم هو موقفهم إزاء آيات الصفات التي توهم التشبيه كصفة اليد والنزول ونحوها، حيث يعتقد ابن تيمية وتلميذه ابن القيم أن هذه الصفات معقولة المعنى ولكنها مجهولة الكيف. وأما الأشاعرة فإنهم يفوضون المعنى إلى الله تعالى ويصرفون اللفظ عن ظاهره. وهذا يسمى منهج التفويض.
لكن السلفية ترى أن منهج الأشاعرة في تأويل بعض الصفات لا يصح وأنه مخالف لمنهج السلف حيث ترى السلفية أن من قواعِدِ صِفاتِ اللهِ: إثباتُ ما أثبَتَه اللهُ لنَفْسِه في كتابِه، أو أثبَتَه له رسولُه ﷺ، أو أصحابُه رَضِيَ اللهُ عنهم، مِن غيرِ تحريفٍ ولا تعطيلٍ، ومِن غيرِ تكييفٍ ولا تمثيلٍ. ويستدل السلفية على منهجهم بقول الله سبحانه: ﴿لَيْسَ كَمِثْلِهِ شَيْءٌ وَهُوَ السَّمِيعُ الْبَصِيرُ ۝١١﴾ [الشورى:11]
حيث قال ابن تيمية مستدلا بهذه الآية: «ومذهب السلف بين مذهبين، وهدى بين ضلالتين: إثبات الصفات ونفي مماثلة المخلوقات، فقوله تعالى: "لَيْسَ كَمِثْلِهِ شَيْءٌ" رد على أهل التشبيه والتمثيل، وقوله:  "وَهُوَ السَّمِيعُ البَصِيرُ" رد على أهل النفي والتعطيل، فالممثل أعشى، والمعطل أعمى، الممثل يعبد صنما، والمعطل يعبد عدمًا.»
ونقل أيضا عن نعيم بن حماد الخزاعي وهو أحد شيوخ الإمام البخاري: «من شبه اللّه بخلقه فقد كفر، ومن جحد ما وصف اللّه به نفسه فقد كفر، وليس ما وصف اللّه به نفسه ورسوله تشبيهًا.»
قالَ يَحْيى بنُ أبي الخَيْرِ العِمْرانيُّ، شَيْخُ الشَّافِعيَّةِ في بِلادِ اليَمَنِ: «القُرْآنُ والسُّنَّةُ والإجْماعُ دَلَّ كلُّ واحِدٍ مِنهما أنَّ القُرْآنَ هو هذه السُّوَرُ والآياتُ دونَ ما تَدَّعي الأَشْعَريَّةُ بعُقولِهم وتَأويلِهم الَّذي يُؤَدِّي إلى خِلافِ ذلك»
قال ابن قدامة: «لم تَزَلْ هذه الأخْبارُ وهذه اللَّفْظةُ مُتَداوَلةً مَنْقولةً بَيْنَ النَّاسِ، لا يُنكِرُها مُنكِرٌ، ولا يَخْتلِفُ فيها أحَدٌ، إلى أن جاءَ الأَشْعَرِيُّ فأَنكَرَها، وخالَفَ الخَلْقَ كلَّهم؛ مُسْلِمَهم وكافِرَهم، ولا تَأثيرَ لقَوْلِه عنْدَ أهْلِ الحَقِّ، ولا تُتْرَكُ الحَقائِقُ وقَوْلُ رَسولِ الله صلَّى اللهُ عليه وسلَّم وإجْماعُ الأمَّةِ لقَوْلِ الأَشْعَرِيِّ، إلَّا مَن سَلَبَه اللهُ التَّوْفيقَ، وأَعْمى بَصيرتَه، وأَضَلَّه عن سَواءِ السَّبيلِ»
قال ابن تيمية: «الأشعريَّةُ الأغلَبُ عليهم أنَّهم مُرجِئةٌ في بابِ الأسماءِ والأحكامِ، جبريَّةٌ في بابِ القَدَرِ، وأمَّا في الصِّفاتِ فليسوا جَهميَّةً محْضةً، بل فيهم نوعٌ من التجَهُّمِ، وهم في الجُملةِ أقرَبُ المتكَلِّمينَ إلى مذهَبِ أهلِ السُّنَّةِ والحديثِ»
قال الذهبي ردا على نفي الأشعرية للعلو: «فأمَّا القولُ الثَّالثُ المتوَلِّدُ أخيرًا من أنَّه تعالى ليس في الأمكنةِ ولا خارِجًا عنها، ولا فوقَ عَرشِه، ولا هو متَّصِلٌ بالخَلقِ ولا بمنفصِلٍ عنهم، ولا ذاتُه المُقدَّسةُ متحيِّزةٌ، ولا بائنةٌ عن مخلوقاتِه، ولا في الجهاتِ ولا خارجًا عن الجهاتِ، فهذا شيءٌ لا يُعقَلُ ولا يُفهَمُ، مع ما فيه من مخالفةِ الآياتِ والأخبارِ، ففِرَّ بدينِك، وإيَّاك وآراءَ المتكلِّمينَ، وآمِنْ باللهِ وما جاء عن اللهِ على مرادِ اللهِ، وفوِّضْ أمرَك إلى اللهِ، ولا حولَ ولا قوَّةَ إلَّا باللهِ»

## وصلات خارجية
- مركز أبي الحسن الأشعري للدراسات والبحوث العقدية
- المجلس الإسلامي للإفتاء-بيت المقدس: الأشاعرة والماتريدية هم السواد الأعظم للأمة
- دائرة الإفتاء العام الأردنية: الأشاعرة هم جمهور أهل السنة والجماعة
- جريدة الأهرام: الأشعرية أهل السنة عبر العصور بقلم: د. علي جمعة